# 私の履歴書
私の履歴書（わたくしのりれきしょ、わたしのりれきしょ）は、日本経済新聞朝刊最終面（文化面）に掲載されている連載読み物である。1956年（昭和31年）3月1日に開始。各界の著名人が、出生から連載時に至るまでの半生を描く『履歴書風の自伝』である。顔ぶれは、経済人のみならず、政治家、文化人、学者、芸能人、アスリートなど多岐にわたる。

## 概要

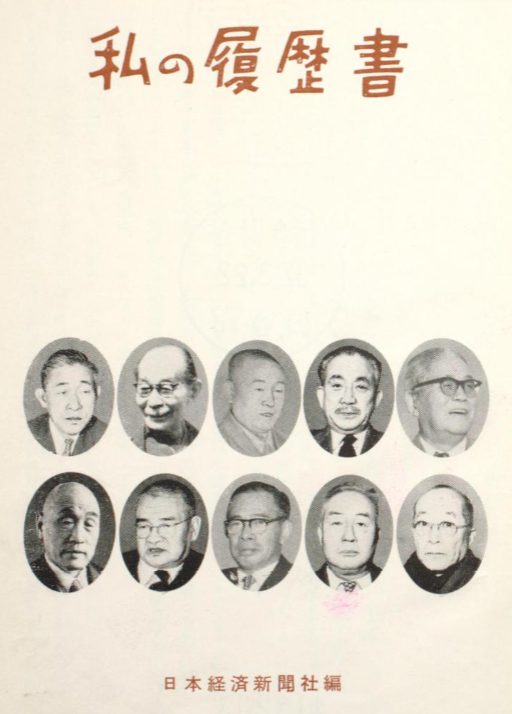
『私の履歴書』第1集（日本経済新聞社、1957年3月10日）の扉

第1回は鈴木茂三郎で、3月1日から7日にかけて連載された。当初は連載期間が1週間と短かったが、その後次第に長くなり、1987年（昭和62年）からは、毎月1か月間（1日から末日）にわたって1人を取り上げるスタイルが定着。2024年（令和6年）現在も継続中である。
これを原作として、テレビ東京・BSジャパンとラジオ日経で放送化されている。
過去のバックナンバーの一部については日経電子版にも掲載されている。
2006年11月23日の日本経済新聞朝刊に、『「私の履歴書」50周年特集』が掲載された。
なお、読売新聞が「時代の証言者」、朝日新聞が「語る 人生の贈りもの」、産経新聞が「話の肖像画」、東京新聞が「この道」、北海道新聞が「私のなかの歴史」等と題した同様の記事が掲載されている。

## 解説
連載開始当初は現役の人物が連載することが多く、第56-57代内閣総理大臣在任中の岸信介や自民党幹事長時代の田中角栄も五十代の頃に登場したが、次第に引退した人物を取り上げるようになった。シリーズの連載は2022年（令和4年）末までで880回、取り上げた人物は879人に及ぶ。両者が一致しないのは、松下幸之助が2回登場したためである。
ノーベル賞と同様に、掲載開始時点で既に他界していた人物は原則取り上げない。ただし、1989年（平成元年）3月掲載の東急グループ総帥五島昇は、連載中の3月20日に逝去し、以後を遺稿扱いとする異例の事態となった。
運輸事務次官・日本通運社長を務めた広瀬真一のように、原稿がほぼ出来上がっていたのにもかかわらず逝去したため、お蔵入りとなったケースもある。城山三郎も同様で遺稿は他社から出版された。小林秀雄も、書くことに同意していたのにもかかわらず亡くなったため登場しなかった。
河野一郎と河野洋平、河竹繁俊と河竹登志夫、野村万蔵と野村萬、五島慶太と五島昇、井植歳男と井植敏、立石一真と立石義雄、細川護貞と細川護熙、茅誠司と茅陽一、服部良一と服部克久、吉田忠雄と吉田忠裕のように親子二代が、二代目市川猿之助と二代目市川猿翁のように祖父と孫が、河野一郎と河野謙三、斎藤茂太と北杜夫、九代目松本幸四郎と中村吉右衛門のように兄弟が、また坂田藤十郎と扇千景のように夫婦が、また瀬越憲作と橋本宇太郎のように師匠と弟子がそれぞれ取り上げられた例もある。
これまでの登場者で襲名を除いて完全に同姓同名であったのは、2003年の伊藤雅俊（イトーヨーカ堂名誉会長）と2019年の伊藤雅俊（味の素会長）のみである。
またマーガレット・サッチャーやジョージ・W・ブッシュ、マハティール・ビン・モハマドなど、外国人が登場した例もある。
連載中の題字は、登場した人物自身がしたためることが多い。

## 取り上げた人物
掲載年、氏名、肩書の順。肩書は原則として掲載時のものである。

### 1950年代
1956年
- 鈴木茂三郎（社会党委員長）
- 原安三郎（日本化薬社長）
- 里見弴（作家）
- 松村謙三（前文相）
- 五島慶太（東京急行電鉄会長）
- 浅沼稲次郎（社会党書記長）
- 江戸川乱歩（探偵作家）
- 堀久作（日活社長）
- 正宗白鳥（作家）
- 砂田重政（自民党全国組織委員長）
- 杉道助（大阪商工会議所会頭）
- 山田耕筰（作曲家）
- 遠山元一（日興証券会長）
- 西尾末広（社会党顧問）
- 佐藤春夫（作家）
- 出光佐三（出光興産社長）
- 堤康次郎（前衆議院議長）
- 村松梢風（作家）
- 松下幸之助（松下電器産業社長）
- 片山哲（社会党顧問）
- 長谷川伸（作家）
- 中山均（日本銀行政策委員会委員）
- 大麻唯男（国務相）
- 広津和郎（作家）
- 山崎種二（山崎証券社長）
- 新関八洲太郎（第一物産社長）
- 野村胡堂（作家）
- 高碕達之助（経済企画庁長官）
- 武者小路実篤（作家）

1957年
- 石坂泰三（東京芝浦電気社長、経団連会長）
- 久保田万太郎（作家）
- 大谷竹次郎（松竹会長）
- 石橋正二郎（ブリヂストンタイヤ社長）
- 荻原井泉水（俳人）
- 伊藤忠兵衛（二代目）（東洋パルプ会長）
- 河野一郎（前国務大臣）
- 吉井勇（歌人）
- 山本為三郎（朝日麦酒社長）
- 橋本宇太郎（囲碁九段・王座）
- 永田雅一（大映社長）
- 藤原義江（藤原歌劇団主宰）
- 杉山金太郎（豊年製油会長）
- 河合良成（小松製作所社長）
- 杉山元治郎（衆議院副議長）
- 岩田宙造（元法相、法博）
- 藤山愛一郎（外相）
- 安井誠一郎（東京都知事）
- 岡野喜太郎（駿河銀行頭取）
- 三船久蔵（講道館十段）
- 石毛郁治（東洋高圧社長）
- 芳沢謙吉（元外相）
- 木村義雄（将棋十四世名人）

1958年
- 石橋湛山（元首相）
- 奥むめお（参議院議員、主婦連会長）
- 足立正（日本商工会議所会頭、ラジオ東京社長）
- 伊藤次郎左衛門（十六代目）（松坂屋社長）
- 田崎勇三（癌研付属病院長）
- 平塚常次郎（日魯漁業社長）
- 河田重（日本鋼管社長）
- 大屋晋三（帝国人造絹絲社長）
- 鳩山一郎（元首相）
- 星島二郎（衆議院議長）
- 金森徳次郎（国立国会図書館長）
- 十河信二（国鉄総裁）
- 石田退三（トヨタ自工社長）
- 吉田難波掾（文楽人形遣い）
- 安川第五郎（日本原子力発電社長）
- 市川猿之助（二代目）（歌舞伎俳優）
- 松野鶴平（参議院議長）
- 瀬越憲作（囲碁名誉九段）
- 朝倉文夫（彫刻家）

1959年
- 岸信介（首相）
- 茅誠司（東大学長）
- 豊竹山城少掾（文楽座紋下）
- 大川博（東映社長）
- 栗田淳一（日石社長）
- 川端龍子（画家、青竜社主宰）
- 市川寿海（三代目）（歌舞伎俳優）
- 井村荒喜（不二越鋼材社長）
- 井上貞治郎（聯合紙器社長）
- 小島政二郎（作家）
- 伊藤保次郎（三菱鉱業社長）
- 藍沢彌八（東証理事長）
- 大山康晴（将棋名人）
- 内ヶ崎贇五郎（東北電力社長）
- 井上八千代（四代目）（井上流家元）
- 佐藤貢（雪印乳業社長）
- 山岡孫吉（ヤンマーディーゼル社長）

### 1960年代
1960年
- 島津忠承（日本赤十字社社長）
- 時津風定次（日本相撲協会理事長）
- 益谷秀次（副総理）
- 青木均一（東京電力社長）
- 高橋亀吉（経済評論家）
- 諸井貫一（秩父セメント社長）
- 中山義秀（作家）
- 萩原吉太郎（北海道炭礦汽船社長）
- 奥村綱雄（野村証券会長）
- 東郷青児（洋画家）
- 市川房枝（参議院議員）
- 河竹繁俊（文博、早大名誉教授）
- 渡辺政人（東北開発社長）
- 犬丸徹三（帝国ホテル社長）
- 池田亀三郎（三菱油化社長）

1961年
- 田中耕太郎（国際司法裁判所判事）
- 和田完二（丸善石油社長）
- 石塚粂蔵（日本製鋼所会長）
- 河上丈太郎（社会党委員長）
- 小田原大造（大阪商工会議所会頭）
- 富安風生（俳人）
- 高川格（囲碁九段、本因坊）
- 松尾静磨（日本航空社長）
- 塚田公太（倉敷紡会長）
- 徳川夢声（声優）
- 福田千里（大和証券社長）
- 鈴木大拙（日本学士院会員）
- 荷見安（全国農協中央会会長）
- 室生犀星（作家）
- 佐々部晩穂（名古屋商工会議所会頭）

1962年
- 小泉信三（日本学士院会員）
- 富本憲吉（陶芸家）
- 市村清（理研光学社長）
- 川田順（歌人）
- 松下正寿（立大総長）
- 三村起一（石油資源開発社長）
- 花柳章太郎（俳優）
- 奥村政雄（日本カーバイド社長）
- 西條八十（詩人）
- 本田宗一郎（本田技研工業社長）
- 早川徳次（早川電気工業社長）
- 中部謙吉（大洋漁業社長）
- 重宗雄三（参議院議長）
- 坂信弥（大商証券社長）
- 井深大（ソニー社長）

1963年
- 長谷川如是閑（日本芸術院会員）
- 江田三郎（日本社会党組織局長）
- 沢田美喜（エリザベス・サンダース・ホーム園長）
- 井植歳男（三洋電機社長）
- 賀屋興宣（法務大臣）
- 小川栄一（藤田観光社長）
- 尾崎士郎（作家）
- 水原秋櫻子（俳人）
- 江崎利一（江崎グリコ社長）
- 川又克二（日産自動車社長）
- 三島徳七（日本鉄鋼協会会長、東大名誉教授）
- 柳田誠二郎（海外経済協力基金総裁）
- 徳川義親（徳川林政史研究所長）

1964年
- 松永安左エ門（電力中央研究所理事長）
- 内山岩太郎（神奈川県知事）
- 町村敬貴（北海道町村牧場主）
- 大谷米太郎（大谷重工業社長）
- 衣笠貞之助（映画監督）
- 大浜信泉（早大総長）
- 渋沢秀雄（随筆家）
- 大屋敦（日銀政策委員）
- 石原廣一郎（石原産業会長）
- 鹿島守之助（鹿島建設会長、参議院議員）
- 高杉晋一（三菱電機相談役）
- 坂田栄男（囲碁九段、本因坊、名人、王座）
- 神近市子（参議院議員、社会党）
- 大佛次郎（作家）

1965年
- 鮎川義介（中政連総裁）
- 橋本凝胤（法相宗管長、薬師寺管主）
- 林房雄（作家）
- 稲山嘉寛（八幡製鉄社長）
- 諸橋轍次（東京教育大学名誉教授、文博）
- 嶋田卓弥（蛇の目ミシン社長）
- 東山魁夷（日本芸術院会員、画家）
- 勅使河原蒼風（草月会会長）
- 進藤武左ヱ門（水資源開発公団総裁）
- 佐々木更三（社会党委員長）
- 岩切章太郎（宮崎交通会長）
- 芹沢光治良（作家）
- 松田恒次（東洋工業社長）
- 船田中（衆議院議長）
- 岡潔（奈良女子大名誉教授）

1966年
- 佐藤喜一郎（三井銀行会長）
- 田中角栄（自民党幹事長、前蔵相）
- 窪田空穂（歌人、日本芸術院会員）
- 三島海雲（カルピス食品工業社長）
- 東山千栄子（新劇女優）
- 北沢敬二郎（大丸会長）
- 久保田豊（日本工営社長）
- 菅原通済（常盤山文庫理事長）
- 山口誓子（俳人）
- 野村與曽市（電気化学工業社長）
- 平林たい子（作家）
- 中山幸市（太平住宅社長）
- 山口喜久一郎（前衆議院議長）

1967年
- 高橋誠一郎（日本芸術院長、日本学士院会員）
- 桐竹紋十郎（二代目）（文楽人形つかい、重要無形文化財保持者）
- 井上五郎（中部電力会長、中経連会長）
- 土屋喬雄（東大名誉教授）
- 中村白葉（ロシア文学者）
- 武見太郎（日本医師会会長）
- 法華津孝太（極洋捕鯨社長）
- 岩田専太郎（画家）
- 松前重義（衆議院議員、東海大学総長）
- 中安閑一（宇部興産社長）
- 平塚らいてう（日本婦人団体連合会名誉会長）
- 岡崎嘉平太（日中総合貿易高碕事務所代表・貯蓄増強中央委員会会長）
- 谷川徹三（前法政大学総長）

1968年
- 植村甲午郎（経済団体連合会副会長）
- 梅若六郎（五十五世）（能楽師、芸術院会員）
- 本田弘敏（東京瓦斯会長）
- 麻生磯次（学習院長）
- 堀江薫雄（前東京銀行会長）
- 竹鶴政孝（ニッカウヰスキー社長）
- 杉村春子（女優）
- 貝塚茂樹（京都大学名誉教授）
- 広瀬経一（北海道拓殖銀行会長）
- 豊道春海（書道家）
- 松田竹千代（衆議院議員）
- 前田青邨（画家）
- 太田哲三（一橋大学名誉教授）
- 稲垣平太郎（日本ゼオン相談役、日本貿易会会長）

1969年
- 永野重雄（富士製鉄社長）
- 桑原幹根（全国知事会会長、愛知県知事）
- 時国益夫（麒麟麦酒社長）
- 司忠（丸善社長）
- 木下又三郎（本州製紙社長）
- 坂本繁二郎（画家）
- 舟橋聖一（作家）
- 倉田主税（日立製作所相談役）
- 今日出海（作家）
- 砂野仁（川崎重工業社長）
- 喜多六平太（十四世）（能楽師）
- 水田三喜男（衆議院議員、自民党）
- 加藤辨三郎（協和発酵工業会長）

### 1970年代
1970年
- 木川田一隆（東京電力社長）
- 市川忍（丸紅飯田会長）
- 土川元夫（名古屋鉄道社長）
- 水谷八重子（初代）（新派女優）
- 瀬川美能留（野村証券会長）
- 久松潜一（東大名誉教授）
- 椎名悦三郎（衆議院議員）
- 緒方知三郎（日本医大老人病研究所長）
- 小原鉄五郎（城南信用金庫理事長）
- 吉住慈恭（長唄唄方）
- 安西正夫（昭和電工社長）
- 井伏鱒二（作家）
- 屋良朝苗（琉球政府行政主席）

1971年
- 宇佐美洵（日本銀行総裁）
- 小汀利得（評論家）
- 川口松太郎（作家）
- 三宅正一（衆議院議員、社会党）
- 茂木啓三郎（二代目）（キッコーマン醤油社長）
- 渋谷天外（二代目）（松竹新喜劇座長）
- 熊谷守一（画家）
- 冲中重雄（虎の門病院院長）
- 土井正治（住友化学工業会長）
- 和田恒輔（富士電機製造相談役）
- 石井光次郎（衆議院議員）
- 尾上多賀之丞（俳優）
- 横山隆一（漫画家）

1972年
- 石田和外（最高裁判所長官）
- 小林勇（岩波書店会長）
- 松田伊三雄（三越社長）
- 春日一幸（民社党委員長）
- 坂口謹一郎（東大名誉教授）
- 中村汀女（俳人）
- 木村秀政（日大名誉教授）
- 田代茂樹（東レ名誉会長）
- 長谷川一夫（俳優）
- 赤尾好夫（旺文社社長）
- 滝田実（全繊同盟名誉会長）
- 高畑誠一（日商岩井相談役）
- 内村祐之（東大名誉教授）
- 古賀政男（作曲家）

1973年
- 今西錦司（岐阜大学学長）
- 赤城宗徳（衆議院議員）
- 池田謙蔵（三菱信託銀行相談役）
- 中村鴈治郎（二代目）（歌舞伎俳優）
- 渡辺武（前アジア開発銀行総裁）
- 榊原仟（東京女子医大付属病院長）
- 田口利八（西濃運輸社長）
- 朝比奈隆（指揮者）
- 水上達三（日本貿易会会長）
- 奥村土牛（画家）
- 太田薫（合化労連委員長）
- 石坂洋次郎（作家）
- 三遊亭円生（六代目）（落語家）

1974年
- 前尾繁三郎（衆議院議長）
- 谷口吉郎（建築家）
- 塚本憲甫（国立がんセンター総長）
- 武蔵川喜偉（日本相撲協会前理事長）
- 濱田庄司（陶芸家）
- 立石一真（立石電機社長）
- 島田正吾（俳優）
- 中村梅吉（法務大臣）
- 神谷正太郎（トヨタ自動車販売社長）
- 棟方志功（版画家）
- 小原国芳（玉川学園総長）
- 糸川英夫（組織工学研究所長）
- 川上哲治（前巨人軍監督）

1975年
- 河野謙三（参議院議長）
- 池田大作（創価学会会長）
- 田中絹代（女優）
- 日高輝（山一証券会長）
- 島秀雄（宇宙開発事業団理事長）
- 中川一政（画家）
- 大塚敬節（東洋医学総合研究所長）
- 田口連三（石川島播磨重工業会長）
- 末広恭雄（東大名誉教授）
- 越後正一（伊藤忠商事会長）
- 橋本登美三郎（衆議院議員）
- 山高しげり（全国地域婦人団体連絡協議会会長）
- 尾上松緑（二代目）（歌舞伎俳優）

1976年
- 松下幸之助（松下電器産業相談役）1956年に続き2回目
- 森戸辰男（中教審会長）
- 樫山純三（樫山会長）
- 竹田恒徳（国際オリンピック委員会委員）
- 荒川豊蔵（陶芸家）
- 米沢滋（電電公社総裁）
- 源氏鶏太（作家）
- 大来佐武郎（海外経済協力基金総裁）
- 田辺茂一（紀伊国屋書店社長）
- 古垣鉄郎（日本ユニセフ協会会長）
- 大槻文平（三菱鉱業セメント会長）
- 天津乙女（宝塚歌劇団理事）
- 森口華弘（染色家）

1977年
- 井上靖（作家）
- 武原はん（舞踊家）
- 灘尾弘吉（衆議院議員）
- 小林節太郎（富士写真フイルム会長）
- 入江相政（侍従長）
- 小川芳男（東外大名誉教授）
- 下田武三（外務省顧問、前最高裁判所判事）
- 横山通夫（中部電力相談役）
- 吉田忠雄（吉田工業社長）
- 黒沢酉蔵（雪印乳業相談役）
- 橋本明治（画家）
- 川勝伝（南海電気鉄道社長）
- 土門拳（写真家）

1978年
- 大平正芳（自民党幹事長）
- 野村万蔵（六世）（能楽狂言方、芸術院会員）
- 石川達三（作家）
- 川上源一（日本楽器製造会長）
- 東畑精一（東京大学名誉教授）
- 尾崎一雄（作家）
- 西川政一（日商岩井相談役）
- 北條秀司（劇作家）
- 弘世現（日本生命保険社長）
- 山本丘人（画家）
- 御木徳近（パーフェクト・リバティー教団教主）
- 吉岡隆徳（東京女子体育大学教授）
- 宮田義二（鉄鋼労連会長）

1979年
- 猪熊弦一郎（画家）
- 安井正義（ブラザー工業会長）
- 尾上梅幸（七代目）（歌舞伎俳優）
- 伊藤傳三（伊藤ハム栄養食品社長）
- 山階芳麿（山階鳥類研究所理事長）
- 加藤治郎（将棋名誉九段）
- 川井三郎（協栄生命保険会長）
- 古井喜実（法務大臣）
- 小原豊雲（華道小原流家元）
- 森繁久彌（俳優）
- 木内信胤（世界経済調査会理事長）
- 北裏喜一郎（野村証券会長）
- 藤山一郎（歌手）

### 1980年代
1980年
- 佐々木良作（民社党委員長）
- 松田権六（漆芸家）
- 安藤豊禄（小野田セメント相談役）
- 川喜多長政（東宝東和会長）
- 江戸英雄（三井不動産会長）
- 酒井田柿右衛門（十三代目）（陶芸家）
- 加藤誠之（トヨタ自動車販売会長）
- 安藤楢六（小田急電鉄会長）
- 平岡養一（木琴奏者）
- 竹田弘太郎（名古屋鉄道社長）
- 湯浅佑一（湯浅電池・湯浅商事社長）
- 早川種三（興人相談役）

1981年
- 駒井健一郎（日立製作所会長）
- 戸田利兵衛（二代目）（戸田建設会長）
- 中村歌右衛門（六代目）（歌舞伎俳優）
- 川村勝巳（大日本インキ化学工業相談役）
- 加藤唐九郎（陶芸家）
- 野田岩次郎（ホテルオークラ会長）
- 藤沢桓夫（作家）
- 服部良一（作曲家）
- 大野勇（森永乳業相談役）
- 町村金五（参議院議員）
- 片柳真吉（農林中央金庫顧問）
- 鹿島一谷（彫金家）
- 安井謙（前参議院議長）

1982年
- 土光敏夫（臨調会長）
- 高柳健次郎（日本ビクター顧問）
- 山田徳兵衛（吉德会長）
- 乾豊彦（乾汽船会長、日本ゴルフ協会会長）
- 庭野日敬（立正佼成会会長）
- 北村西望（彫刻家）
- 佐藤朔（仏文学者、元慶大塾長）
- 河野一之（太陽神戸銀行相談役）
- 鈴木俊一（東京都知事）
- 藤原啓（陶芸家）
- 鈴木剛（ホテルプラザ社長）
- 長門美保（長門美保歌劇団会長）
- 春日野清隆（日本相撲協会理事長）

1983年
- 福田一（衆議院議長）
- 東条猛猪（北海道拓殖銀行会長）
- 福井謙一（京都工芸繊維大学学長）
- 東野英治郎（俳優）
- 田嶋一雄（ミノルタカメラ会長）
- 円地文子（作家）
- 三宅重光（東海銀行会長）
- 山口華楊（画家）
- 宮本留吉（プロゴルファー）
- 丹下健三（建築家）
- 田中文雄（王子製紙会長）
- 牛場信彦（外務省顧問）
- 宮崎輝（旭化成工業社長）

1984年
- 立花大亀（臨済宗大徳寺派顧問）
- 柳家小さん（落語家）
- 井上薫（第一勧業銀行名誉会長）
- 鶴岡一人（元南海ホークス監督）
- 福永健司（衆議院議長）
- 市川右太衛門（俳優）
- 菊地庄次郎（日本郵船会長）
- 大社義規（日本ハム社長）
- 永井龍男（作家）
- 豊田英二（トヨタ自動車会長）
- 向坊隆（元東京大学学長）
- 春日野八千代（宝塚歌劇団理事）
- 梁瀬次郎（ヤナセ社長）

1985年
- 槇田久生（日本鋼管会長）
- 勝間田清一（衆議院副議長）
- 宮崎辰雄（神戸市長）
- 西澤潤一（東北大学教授）
- 中村元（インド哲学者）
- 斎藤英四郎（新日本製鉄会長）
- 吉田正（作曲家）
- 川崎大次郎（第百生命保険会長）
- 上村松篁（画家）
- 田鍋健（積水ハウス社長）
- 田宮虎彦（作家）
- 古橋廣之進（日本水泳連盟会長）

1986年
- 二階堂進（自由民主党副総裁）
- 小平邦彦（東京大学名誉教授）
- 素野福次郎（TDK会長）
- 林屋辰三郎（歴史学者）
- 山田光成（日本信販会長）
- 黒田暲之助（コクヨ会長）
- 進藤貞和（三菱電機名誉会長）
- 笠智衆（俳優）
- 柏木雄介（東京銀行会長）
- 畑和（埼玉県知事）
- 千宗室（裏千家家元）
- 別所毅彦（野球解説者）

1987年
- 日向方齊（関西経済連合会会長）
- 香取正彦（鋳金家）
- 水野健次郎（美津濃社長）
- 原健三郎（衆議院議長）
- 山下勇（東日本旅客鉄道会長、三井造船相談役）
- 南部忠平（五輪金メダリスト、鳥取女子短期大学学長）
- 坂口幸雄（日清製油会長）
- 流政之（彫刻家）
- 木下恵介（映画監督）
- 葉上照澄（比叡山長臈）
- 小林宏治（日本電気会長）
- 阿川弘之（作家）

1988年
- 金丸信（衆議院議員）
- 二子山勝治（日本相撲協会理事長）
- 朝海浩一郎（元駐米大使）
- 辻久子（バイオリニスト）
- 岩村英郎（川崎製鉄会長）
- 佐藤忠良（彫刻家）
- 坂田道太（前衆議院議長）
- 水上勉（作家）
- 本坊豊吉（薩摩酒造社長）
- 田河水泡（漫画家）
- 杉浦敏介（日本長期信用銀行会長）
- 生江義男（桐朋学園理事長）

1989年
- 藤林益三（元最高裁判所長官）
- 市川崑（映画監督）
- 五島昇（日本商工会議所名誉会頭）
- 團伊玖磨（作曲家）
- 鈴木治雄（昭和電工名誉会長）
- 遠藤周作（作家）
- 岩谷直治（岩谷産業会長）
- 片岡仁左衛門（歌舞伎俳優）
- 永倉三郎（九州電力前会長）
- 山村雄一（大阪大学前学長）
- 西岡常一（宮大工棟梁）
- 八尋俊邦（三井物産会長）

### 1990年代
1990年
- 谷村裕（元東京証券取引所理事長）
- 小田稔（理化学研究所理事長）
- 細川護貞（日本ゴルフ協会会長）
- 田中精一（中部電力会長）
- 佐藤愛子（作家）
- 磯崎叡（サンシャインシティ相談役）
- 鬼塚喜八郎（アシックス社長）
- 隅谷正峯（刀剣作家）
- 日野原重明（聖路加看護大学学長）
- 塚本幸一（ワコール会長）
- 平山郁夫（日本画家）
- 春名和雄（丸紅会長）

1991年
- 後藤田正晴（衆議院議員）
- 伊谷純一郎（人類学者）
- 河盛好蔵（フランス文学者）
- 勝田龍夫（日本債券信用銀行名誉会長）
- J・W・フルブライト（元米上院議員）
- 石井好子（歌手）
- 新井正明（住友生命保険名誉会長）
- 樫尾忠雄（カシオ計算機相談役）
- 吉田玉男（文楽人形遣い）
- 石橋信夫（大和ハウス工業会長）
- 森泰吉郎（森ビル社長）
- 平良敏子（喜如嘉の芭蕉布保存会会長）

1992年
- 中曽根康弘（元首相、衆院議員）
- 矢口洪一（前最高裁判所長官）
- 小倉武一（農政研究センター会長）
- 堀場雅夫（堀場製作所会長）
- 瀬戸内寂聴（作家）
- 平松守彦（大分県知事）
- 加山又造（日本画家）
- 西本幸雄（野球解説者）
- 土井たか子（衆議院議員）
- 吉野俊彦（山一證券経済研究所特別顧問）
- 中山善郎（コスモ石油会長）
- 山田恵諦（天台座主）

1993年
- 福田赳夫（元首相）
- 藤沢秀行（囲碁王座）
- 賀来龍三郎（キヤノン会長）
- 佐治敬三（サントリー会長）
- 中村真一郎（作家）
- 秋山庄太郎（写真家）
- 村田昭（村田製作所会長）
- ジョージ川口（ジャズ・ドラマー）
- 石井久（立花証券会長）
- 澄田智（前日本銀行総裁）
- 杉村隆（国立がんセンター名誉総長）
- マナブ間部（画家）

1994年
- 桜内義雄（前衆議院議長）
- 石川忠雄（前慶應義塾塾長）
- 高木文雄（横浜みなとみらい21社長）
- 森英恵（ファッション・デザイナー）
- 小坂善太郎（日本国連協会会長）
- 竹見淳一（日本ガイシ相談役）
- 江上波夫（考古学・東洋史学者）
- 中村雀右衛門（四代目）（歌舞伎俳優）
- 松沢卓二（富士銀行相談役）
- 茂山千作（四世）（狂言師）
- 石原俊（日産自動車相談役）
- 宇野収（東洋紡相談役）

1995年
- 原文兵衛（参院議長）
- ゴードン・ムーア（インテル会長）
- 猪谷千春（国際オリンピック委員会委員）
- 稲葉興作（日本商工会議所会頭）
- 横尾忠則（画家）
- 永山武臣（松竹会長）
- マーガレット・サッチャー（前英国首相）
- 辻清明（陶芸家）
- 舘豊夫（三菱自動車工業相談役）
- 黒岩重吾（作家）
- マハティール・モハマド（マレーシア首相）
- 斎藤茂太（精神科医）

1996年
- 梅棹忠夫（国立民族学博物館顧問）
- 鈴木英夫（兼松名誉顧問）
- 両角良彦（総合エネルギー調査会会長）
- ピエール・カルダン（デザイナー、実業家）
- 安岡章太郎（作家）
- 村山富市（社会民主党党首）
- 金子兜太（俳人）
- 山岸章（前連合会長）
- 横河正三（横河電機名誉会長）
- 山田洋次（映画監督）
- 諸橋晋六（三菱商事会長）
- 坂本五郎（古美術商「不言堂」初代）

1997年
- 渡辺格（慶応義塾大学名誉教授）
- 杉下茂（野球解説者）
- 山路敬三（日本テトラパック会長）
- 八城政基（シティバンク在日代表）
- 田辺聖子（作家）
- 山中貞則（衆院議員）
- 飯田善国（彫刻家）
- 池部良（俳優）
- 孫平化（中日友好協会会長）
- 福原義春（資生堂会長）
- 坂倉芳明（三越相談役）
- 淀川長治（映画評論家）

1998年
- スハルト（インドネシア大統領）
- ミヤコ蝶々（女優）
- 永野健（三菱マテリアル相談役）
- 土屋義彦（埼玉県知事）
- 庄野潤三（作家）
- 佐波正一（東芝相談役）
- 伊部恭之助（住友銀行最高顧問）
- ヘルムート・マウハー（ネスレ会長）
- 石橋政嗣（元日本社会党委員長）
- 樋口隆康（京都大学名誉教授）
- 長谷川薫（レンゴー社長）
- 渡辺文夫（東京海上火災保険相談役）

1999年
- リー・クアン・ユー（シンガポール上級相）
- 清岡卓行（詩人、作家）
- 山本卓眞（富士通名誉会長）
- 竹本住大夫（七代目）（文楽太夫）
- 江頭匡一（ロイヤル創業者取締役）
- アルベルト・フジモリ（ペルー共和国大統領）
- 高橋政知（オリエンタルランド相談役）
- 渡辺貞夫（ジャズ演奏家）
- マイク・マンスフィールド（駐日米大使）
- 牛尾治朗（ウシオ電機会長）
- 上山善紀（近畿日本鉄道相談役）
- 白川静（立命館大学名誉教授）

### 2000年代
2000年
- 中内㓛（ダイエー会長）
- 園田高弘（ピアニスト）
- 奥田元宋（日本画家）
- 明石康（前国連事務次長）
- 二上達也（日本将棋連盟会長）
- ボブ・ガルビン（米モトローラ元会長）
- 山根有三（東京大学名誉教授）
- 大鵬幸喜（第四十八代横綱）
- 岸本忠三（大阪大学学長）
- 椎名武雄（日本IBM最高顧問）
- 三浦哲郎（作家）
- 藤田喬平（ガラス造形家）

2001年
- 樋口廣太郎（アサヒビール名誉会長）
- 松永信雄（元駐米大使）
- 稲盛和夫（京セラ名誉会長）
- 中村富十郎（五代目）（歌舞伎俳優）
- 梅原猛（哲学者）
- 飯田亮（セコム創業者）
- 稲尾和久（元西鉄ライオンズ投手）
- 村上信夫（帝国ホテル料理顧問）
- 安藤百福（日清食品会長）
- ジャック・ウェルチ（前米GE会長）
- 桂米朝（三代目）（落語家）
- 根本二郎（日本郵船会長）

2002年
- 小倉昌男（ヤマト福祉財団理事長）
- 後藤康男（安田火災海上保険名誉会長）
- 宇沢弘文（東京大学名誉教授）
- 加藤卓男（陶芸家）
- 船村徹（作曲家）
- 中邨秀雄（吉本興業会長）
- 石川六郎（鹿島名誉会長）
- 栄久庵憲司（インダストリアル・デザイナー）
- 岡田茂（東映相談役）
- 河合雅雄（人類学者）
- ルイス・ガースナー（米IBM会長）
- 山本富士子（女優）

2003年
- 大賀典雄（ソニー取締役会議長）
- 小柴昌俊（東京大学名誉教授）
- 有馬頼底（京都仏教会理事長）
- 伊藤雅俊（イトーヨーカ堂名誉会長）
- 阿久悠（作詞家、作家）
- 林原健（林原社長）
- 林海峰（囲碁棋士、名誉天元）
- 水木しげる（漫画家）
- 井植敏（三洋電機会長兼CEO）
- 岩城宏之（指揮者）
- フィデル・V・ラモス（元フィリピン大統領）
- 今村昌平（映画監督）

2004年
- J・K・ガルブレイス（経済学者）
- 松原治（紀伊国屋書店会長兼CEO）
- 岡田卓也（イオン名誉会長）
- 長岡實（元東京証券取引所理事長）
- 野見山暁治（画家）
- 陳舜臣（作家）
- 矢嶋英敏（島津製作所会長）
- 山口淑子（元参院議員）
- 金森久雄（エコノミスト）
- ポール・ボルカー（前・米連邦準備理事会議長）
- 武田國男（武田薬品工業会長）
- 河野洋平（衆院議長）

2005年
- 中村鴈治郎（三代目）（歌舞伎俳優）
- ピーター・ドラッカー（米クレアモント大学教授）
- 石坂公成（免疫学者）
- 米山稔（ヨネックス会長）
- 加藤寛（千葉商科大学長）
- 野村克也（シダックス監督）
- 島野喜三（シマノ会長）
- 篠田正浩（映画監督）
- 佐藤安弘（キリンビール相談役）
- ルイ・シュバイツァー（ルノー会長）
- 仲代達矢（俳優）
- 片山九郎右衛門（九世）（能楽師）

2006年
- 北杜夫（作家）
- ジャック・ニクラウス（プロゴルファー）
- 早石修（生化学者）
- 宮沢喜一（元首相）
- 金川千尋（信越化学工業社長）
- 遠藤実（作曲家）
- 小松左京（SF作家）
- 小堀宗慶（十二世）（遠州茶道宗家）
- 三浦雄一郎（プロスキーヤー）
- 行天豊雄（国際通貨研究所理事長）
- 江頭邦雄（味の素会長）
- 渡邉恒雄（読売新聞主筆）

2007年
- 江崎玲於奈（物理学者）
- 井上礼之（ダイキン工業会長）
- 宮城まり子（「ねむの木学園」園長）
- 鈴木敏文（セブン&アイ・ホールディングス会長）
- 新藤兼人（映画監督、脚本家）
- 吉田庄一郎（ニコン相談役）
- 長嶋茂雄（読売巨人軍終身名誉監督）
- 森澄雄（俳誌「杉」主宰）
- 吉田簑助（三代目）（文楽人形遣い）
- 青木昌彦（スタンフォード大名誉教授）
- 田淵節也（野村証券元会長）
- 森光子（女優）

2008年
- アラン・グリーンスパン（前FRB議長）
- 川淵三郎（日本サッカー協会会長）
- 潮田健次郎（住生活グループ前会長）
- 扇千景（前参院議長）
- 谷川健一（民俗学者）
- 吉田義男（元元阪神監督）
- 平岩弓枝（作家）
- 成田豊（電通最高顧問）
- 野依良治（理化学研究所理事長）
- 岡井隆（歌人）
- 松田昌士（JR東日本相談役）
- 小宮隆太郎（日本学士院会員）

2009年
- ハワード・ベーカー（元駐日米大使）
- 鳥羽博道（ドトールコーヒー名誉会長）
- 香川京子（女優）
- 近藤道生（博報堂最高顧問）
- 磯崎新（建築家）
- 篠原三代平（一橋大学名誉教授）
- 加山雄三（俳優）
- 芦田淳（ファッションデザイナー）
- 槇原稔（三菱商事相談役）
- 安居祥策（日本政策金融公庫総裁）
- 益川敏英（物理学者）
- 津本陽（作家）

### 2010年代
2010年
- 細川護熙（元首相）
- 青木功（プロゴルファー）
- 高原慶一朗（ユニ・チャーム会長）
- 有馬稲子（女優）
- 河竹登志夫（演劇研究家）
- 野田順弘（オービック会長兼社長）
- 下村脩（生物化学者）
- 広岡達朗（元ヤクルト、西武監督）
- 木田元（哲学者）
- 大倉敬一（月桂冠相談役）
- 西岡喬（三菱重工業相談役）
- ウィリアム・J・ペリー（元米国防長官）

2011年
- 生田正治（商船三井最高顧問）
- 安野光雅（画家）
- 安藤忠雄（建築家）
- ジョージ・W・ブッシュ（前米大統領）
- 瀬戸雄三（アサヒビール元会長）
- 山下洋輔（ジャズピアニスト）
- 小田島雄志（東京大学名誉教授）
- 小泉淳作（日本画家）
- 室伏稔（元伊藤忠商事会長）
- 前田勝之助（東レ名誉会長）
- 寺澤芳男（元米国野村証券会長）
- 松本幸四郎（九代目）（歌舞伎俳優）

2012年
- トニー・ブレア（元英首相）
- 佐久間良子（女優）
- 樋口武男（大和ハウス工業会長）
- 蜷川幸雄（演出家）
- 桂三枝（落語家）
- 米沢富美子（慶応大学名誉教授）
- 茂木友三郎（キッコーマン名誉会長）
- 君原健二（五輪マラソン銀メダリスト）
- 今井敬（新日本製鉄名誉会長）
- 根岸英一（有機化学者）
- 立石義雄（オムロン名誉会長）
- 森喜朗（元首相）

2013年
- 渡辺淳一（作家）
- 馬場彰（オンワードホールディングス名誉顧問）
- カーラ・ヒルズ（元米通商代表部代表）
- 渡文明（JXホールディングス相談役）
- 岡本綾子（プロゴルファー）
- 篠原欣子（テンプスタッフ創業者）
- 大竹英雄（囲碁棋士）
- 野村萬（狂言師）
- 宮内義彦（オリックス会長）
- 利根川進（分子生物学者）
- 和田勇（積水ハウス会長兼CEO）
- フィリップ・コトラー（マーケティング学者）

2014年
- 小澤征爾（指揮者）
- 市川猿翁（二代目）（歌舞伎俳優）
- 岡村正（東芝相談役）
- 豊田章一郎（トヨタ自動車名誉会長）
- トム・ワトソン（プロゴルファー）
- 福地茂雄（アサヒグループホールディングス相談役）
- ラタン・タタ（タタ・グループ名誉会長）
- 森本公誠（東大寺長老）
- ジャンクロード・トリシェ（前欧州中央銀行総裁）
- 植田紳爾（宝塚歌劇団名誉理事）
- 坂根正弘（コマツ相談役）
- 萩本欽一（コメディアン）

2015年
- 王貞治（福岡ソフトバンクホークス会長）
- 重久吉弘（日揮グループ代表）
- 古川貞二郎（元内閣官房副長官）
- 似鳥昭雄（ニトリホールディングス社長）
- 川村隆（日立製作所相談役）
- 松本紘（理化学研究所理事長）
- 浅丘ルリ子（女優）
- 倉本聰（脚本家）
- 荒蒔康一郎（キリンビール元社長）
- 葛西敬之（JR東海名誉会長）
- 絹谷幸二（洋画家）
- 奥田務（J・フロントリテイリング相談役）

2016年
- 小椋佳（作詞、作曲家）
- 釜本邦茂（日本サッカー協会顧問）
- 大山健太郎（アイリスオーヤマ社長）
- 福澤武（三菱地所名誉顧問）
- 中原誠（将棋名誉王座[注釈 6]）
- 松岡功（東宝名誉会長）
- タニン・チャラワノン（CPグループ会長）
- 大村智（北里大学特別栄誉教授）
- 安部修仁（吉野家ホールディングス会長）
- 樋口久子（日本女子プロゴルフ協会相談役）
- 服部克久（作曲、編曲家）
- 高田賢三（ファッションデザイナー）

2017年
- カルロス・ゴーン（日産自動車社長）
- 大橋光夫（昭和電工最高顧問）
- ジョー・プライス（美術収集家）
- 大橋洋治（ANAホールディングス相談役）
- 加賀見俊夫（オリエンタルランド会長兼CEO）
- 谷口吉生（建築家）
- 柴田昌治（日本ガイシ特別顧問）
- 高村正彦（自民党副総裁）
- 湯川れい子（音楽評論家、作詞家）
- 斉藤惇（日本取引所グループ前最高経営責任者）
- 石毛直道（文化人類学者）
- 江夏豊（元プロ野球投手）

2018年
- 草笛光子（女優）
- 松井忠三（良品計画元会長）
- 山折哲雄（宗教学者）
- 髙田明（ジャパネットたかた創業者）
- モフタル・リアディ（リッポーグループ創業者）
- 阿刀田高（作家）
- 中村吉右衛門（二代目）（歌舞伎俳優）
- 安斎隆（セブン銀行特別顧問）
- 横川竟（すかいらーく創業者）
- 前橋汀子（バイオリニスト）
- 多川俊映（興福寺貫首）
- 茅陽一（地球環境産業技術研究機構理事長）

2019年
- 石原邦夫（東京海上日動火災保険相談役）
- 五百旗頭真（政治外交史家）
- 伊藤雅俊（味の素会長）
- 奥正之（三井住友フィナンシャルグループ名誉顧問）
- 橋田壽賀子（脚本家）
- 石原信雄（元内閣官房副長官）
- 中嶋常幸（プロゴルファー）
- コシノジュンコ（ファッションデザイナー）
- 野中郁次郎（一橋大学名誉教授）
- 鈴木幸一（IIJ会長）
- 池森賢二（ファンケル会長）
- 澤部肇（元TDK会長）

### 2020年代
2020年
- 鈴木茂晴（日本証券業協会会長）
- 樂直入（陶芸家、十五代樂吉左衞門）
- 大坪清（レンゴー会長兼社長）
- 天坊昭彦（出光興産相談役）
- 岸惠子（女優）
- 小林光一（囲碁棋士、名誉棋聖）
- 杉本博司（現代美術作家）
- 松浦晃一郎（第8代ユネスコ事務局長）
- 寺田千代乃（アートコーポレーション名誉会長）
- 小野寺正（KDDI相談役）
- 小宮山宏（三菱総合研究所理事長）
- 福川伸次（元通産次官）

2021年
- 辻惟雄（美術史家）
- 堀威夫（ホリプロ創業者）
- 島正博（島精機製作所会長）
- 東哲郎（東京エレクトロン元会長）
- 吉行和子（女優）
- 木瀬照雄（TOTO元会長）
- ブンヤシット・チョクワタナー（サハ・グループ会長）
- 永山治（中外製薬名誉会長）
- 山本耀司（ファッションデザイナー）
- 吉野彰（旭化成名誉フェロー）
- 中嶋悟（元F1レーサー）
- 赤松良子（日本ユニセフ協会会長）

2022年
- 稲葉善治（ファナック会長）
- 宮田亮平（元文化庁長官・東京藝術大学学長）
- 浮川和宣（MetaMoJi社長、ジャストシステム創業者）
- 野路國夫（コマツ特別顧問）
- 里中満智子（漫画家）
- 矢野龍（住友林業最高顧問）
- 丸山茂雄（ソニー・ミュージックエンタテインメント元社長）
- 山﨑努（俳優）
- 滝久雄（ぐるなび創業者）
- 西川きよし（漫才師）
- 宮本洋一（清水建設会長）
- リッカルド・ムーティ（指揮者）

2023年
- 古賀信行（野村ホールディングス名誉顧問）
- 村井邦彦（作曲家）
- 唐池恒二（JR九州相談役）
- 吉田忠裕（YKK AP相談役）
- 池辺晋一郎（作曲家）
- 中山譲治（第一三共常勤顧問）
- 伊東豊雄（建築家）
- 廖一久（中国語版）（国立台湾海洋大学終身特別教授）
- 大島理森（前衆議院議長）
- 高橋温（三井住友信託銀行名誉顧問）
- 黒田東彦（前日本銀行総裁）
- 倍賞千恵子（女優）

2024年
- 武藤敏郎（元財務次官）
- 今井通子（登山家）
- 野本弘文（東急会長）
- 三村明夫（日本製鉄名誉会長）
- 趙治勲（囲碁棋士、名誉名人）
- 本庶佑（京都大学がん免疫総合研究センター長）
- 岩沙弘道（三井不動産相談役）
- 北岡伸一（政治学者）
- 鈴木忠志（演出家）
- ヘンリー・クラビス（英語版）（コールバーグ・クラビス・ロバーツ共同創業者兼会長）
- 辰野勇（モンベル創業者）
- ジェラルド・カーティス（コロンビア大学名誉教授）

2025年
- 岡藤正広（伊藤忠商事会長CEO）
- 一条ゆかり（漫画家）
- 尾身茂（結核予防会理事長）
- 平井一夫（ソニー元社長）
- 磯崎功典（キリンホールディングス会長CEO）
- 早川浩（早川書房社長）
- 魚谷雅彦（資生堂会長CEO）
- 森村泰昌（美術家）

## 書籍

### 『私の履歴書』
全50集、日本経済新聞社
- 『第1集』 五島慶太・里見弴・鈴木茂三郎・杉道助・堤康次郎・新関八洲太郎・長谷川伸・原安三郎・松下幸之助・山崎種二（1957年）
- 『第2集』 浅沼稲次郎・石坂泰三・出光佐三・伊藤忠兵衛・大谷竹次郎・久保田万太郎・高碕達之助・遠山元一・正宗白鳥・松村謙三（1957年）
- 『第3集』 石橋正二郎・江戸川乱歩・片山哲・砂田重政・中山均・西尾末広・堀久作・村松梢風・山田耕筰・山本為三郎（1957年）
- 『第4集』 岩田宙造・荻原井泉水・河合良成・佐藤春夫・杉山金太郎・永田雅一・野村胡堂・橋本宇太郎・藤原義江・藤山愛一郎（1957年）
- 『第5集』 石毛郁治・岡野喜太郎・木村義雄・杉山元治郎・三船久蔵・武者小路実篤・安井誠一郎・芳沢謙吉（1958年）
- 『第6集』 足立正・石橋湛山・伊藤次郎左衛門・大屋晋三・奥むめお・河田重・広津和郎（1958年）
- 『第7集』 石田退三・田崎勇三・鳩山一郎・平塚常次郎・星島二郎・吉田難波掾（1959年）
- 『第8集』 市川猿之助・金森徳次郎・岸信介・瀬越憲作・十河信二・安川第五郎・吉井勇（1959年）
- 『第9集』 朝倉文夫・大川博・茅誠司・栗田淳一・豊竹山城少掾・松野鶴平（1959年）
- 『第10集』 藍沢彌八・伊藤保次郎・井上貞治郎・井村荒喜・内ヶ崎贇五郎・川端龍子（1960年）
- 『第11集』 青木均一・井上八千代・佐藤貢・時津風定次・益谷秀次・山岡孫吉（1960年）
- 『第12集』 池田亀三郎・犬丸徹三・奥村綱雄・東郷青児・中山義秀・萩原吉太郎・諸井貫一・和田完二（1961年）
- 『第13集』 石塚粂蔵・市川房枝・河上丈太郎・河竹繁俊・高橋亀吉・田中耕太郎（1961年）
- 『第14集』 大山康晴・小島政二郎・島津忠承・高川格・塚田公太・徳川夢声・富安風生（1961年）
- 『第15集』 市川寿海・鈴木大拙・荷見安・福田千里・松尾静磨・室生犀星（1962年）
- 『第16集』 市村清・小田原大造・川田順・佐々部晩穂・富本憲吉・松下正寿（1962年）
- 『第17集』 奥村政雄・西條八十・花柳章太郎・早川徳次・本田宗一郎・三村起一（1962年）
- 『第18集』 井深大・江田三郎・坂信弥・重宗雄三・中部謙吉・長谷川如是閑（1963年）
- 『第19集』 井植歳男・小川栄一・尾崎士郎・賀屋興宣・水原秋櫻子（1963年）
- 『第20集』 江崎利一・川又克二・徳川義親・三島徳七・柳田誠二郎（1964年）
- 『第21集』 内山岩太郎・衣笠貞之助・沢田美喜・町村敬貴・松永安左エ門（1964年）
- 『第22集』 石原廣一郎・大浜信泉・大屋敦・鹿島守之助・渋沢秀雄（1964年）
- 『第23集』 大佛次郎・神近市子・坂田栄男・高杉晋一・橋本凝胤（1965年）
- 『第24集』 稲山嘉寛・嶋田卓彌・林房雄・諸橋轍次・鮎川義介（1965年）
- 『第25集』 岩切章太郎・佐々木更三・進藤武左ヱ門・勅使河原蒼風・東山魁夷・河野一郎（1965年）
- 『第26集』 佐藤喜一郎・芹沢光治良・船田中・松田恒次（1966年）
- 『第27集』 北沢敬二郎・久保田豊・窪田空穂・東山千栄子（1966年）
- 『第28集』 田中角栄・中山幸市・野村與曾市・山口誓子（1967年）
- 『第29集』 高橋誠一郎・平林たい子・三島海雲・山口喜久一郎（1967年）
- 『第30集』 井上五郎・岡潔・桐竹紋十郎・土屋喬雄（1967年）
- 『第31集』 岩田専太郎・中村白葉・法華津孝太・松前重義（1967年）
- 『第32集』 植村甲午郎・岡崎嘉平太・谷川徹三・平塚らいてう（1968年）
- 『第33集』 麻生磯次・梅若六郎・中安閑一・本田弘敏（1968年）
- 『第34集』 貝塚茂樹・杉村春子・竹鶴政孝・堀江薫雄（1968年）
- 『第35集』 太田哲三・広瀬経一・豊道春海・前田青邨・松田竹千代（1969年）
- 『第36集』 稲垣平太郎・桑原幹根・菅原通済・永野重雄（1969年）
- 『第37集』 木下又三郎・司忠・時国益夫・大谷米太郎（1969年）
- 『第38集』 砂野仁・倉田主税・今日出海・舟橋聖一（1969年）
- 『第39集』 加藤辨三郎・木川田一隆・喜多六平太・水田三喜男（1970年）
- 『第40集』 市川忍・瀬川美能留・土川元夫・水谷八重子（1970年）
- 『第41集』 緒形知三郎・小原鉄五郎・椎名悦三郎・久松潜一（1970年）
- 『第42集』 安西正夫・井伏鱒二・屋良朝苗・吉住慈恭（1971年）
- 『第43集』 宇佐美洵・川口松太郎・三宅正一・茂木啓三郎（1971年）
- 『第44集』 冲中重雄・渋谷天外・土井正治・和田恒輔（1971年）
- 『第45集』 石井光次郎・石田和外・尾上多賀之丞・小林勇（1972年）
- 『第46集』 小汀利得・坂口謹一郎・中村汀女・松田伊三雄（1972年）
- 『第47集』 赤尾好夫・坂本繁二郎・滝田実・田代茂樹（1973年）
- 『第48集』 赤城宗徳・池田謙蔵・古賀政男・高畑誠一（1973年）
- 『第49集』 榊原仟・田口利八・水上達三・渡辺武（1973年）
- 『第50集』 三遊亭円生・塚本憲甫・前尾繁三郎・武蔵川喜偉（1974年）

### 『私の履歴書 経済人』
全24巻、日本経済新聞社
- 『第1巻』 五島慶太・杉道助・堤康次郎・新関八洲太郎・原安三郎・松下幸之助・山崎種二・石坂泰三・出光佐三・伊藤忠兵衛・大谷竹次郎・高碕達之助・遠山元一（1980年）
- 『第2巻』 石橋正二郎・中山均・堀久作・山本為三郎・河合良成・杉山金太郎・永田雅一・藤山愛一郎・石毛郁治・岡野喜太郎・足立正・河田重（1980年）
- 『第3巻』 伊藤次郎左衛門・大屋晋三・石田退三・平塚常次郎・安川第五郎・大川博・井上貞治郎・藍沢彌八・伊藤保次郎（1980年）
- 『第4巻』 栗田淳一・井村荒喜・内ヶ崎贇五郎・青木均一・山岡孫吉・池田亀三郎・犬丸徹三・奥村綱雄（1980年）
- 『第5巻』 佐藤貢・萩原吉太郎・諸井貫一・和田完二・石塚粂蔵・塚田公太・福田千里・松尾静磨・市村清（1980年）
- 『第6巻』 佐々部晩穂・奥村政雄・早川徳次・本田宗一郎・三村起一・井深大・坂信弥・中部謙吉（1980年）
- 『第7巻』 井植歳男・小川栄一・江崎利一・川又克二・鹿島守之助・松永安左エ門・大屋敦（1980年）
- 『第8巻』 石原廣一郎・町村敬貴・高杉晋一・稲山嘉寛・佐藤喜一郎・嶋田卓彌・岩切章太郎（1980年）
- 『第9巻』 鮎川義介・松田恒次・北沢敬二郎・久保田豊・井上五郎・法華津孝太（1980年）
- 『第10巻』 中山幸市・野村與曾市・三島海雲・植村甲午郎・堀江薫雄・岡崎嘉平太（1980年）
- 『第11巻』 中安閑一・本田弘敏・竹鶴政孝・広瀬経一・稲垣平太郎・時国益夫・大谷米太郎（1980年）
- 『第12巻』 永野重雄・木下又三郎・司忠・砂野仁・倉田主税・加藤辨三郎（1980年）
- 『第13巻』 木川田一隆・市川忍・瀬川美能留・土川元夫・安西正夫・小原鐵五郎（1980年）
- 『第14巻』 宇佐美洵・茂木啓三郎・土井正治・和田恒輔・松田伊三雄・田代茂樹（1980年）
- 『第15巻』 池田謙蔵・高畑誠一・田口利八・水上達三・立石一真・神谷正太郎（1981年）
- 『第16巻』 日高輝・田口連三・越後正一・樫山純三・大槻文平・小林節太郎（1981年）
- 『第17巻』 横山通夫・吉田忠雄・黒沢酉蔵・川勝伝・西川政一・弘世現（1981年）
- 『第18巻』 安井正義・伊藤傳三・川井三郎・北裏喜一郎・安藤豊禄・江戸英雄（1981年）
- 『第19巻』 加藤誠之・安藤楢六・竹田弘太郎・湯浅佑一・早川種三・駒井健一郎（1986年）
- 『第20巻』 戸田利兵衛・川村勝巳・野田岩次郎・大野勇・土光敏夫・山田徳兵衛（1986年）
- 『第21巻』 乾豊彦・河野一之・鈴木剛・東条猛猪・田嶋一雄・三宅重光（1986年）
- 『第22巻』 田中文雄・宮崎輝・井上薫・菊地庄次郎・大社義規・豊田英二（1987年）
- 『第23巻』 梁瀬次郎・槇田久生・斎藤英四郎・川崎大次郎・田鍋健（1987年）
- 『第24巻』 素野福次郎・山田光成・黒田暲之助・進藤貞和・柏木雄介（1987年）

### 『私の履歴書 文化人』
全20巻、日本経済新聞社
- 『第1巻』 里見弴・江戸川乱歩・正宗白鳥・佐藤春夫・村松梢風・長谷川伸・広津和郎・野村胡堂・武者小路実篤・久保田万太郎・荻原井泉水・吉井勇・小島政二郎・中山義秀・室生犀星（1983年）
- 『第2巻』 富安風生・川田順・西條八十・長谷川如是閑・尾崎士郎・水原秋櫻子・大佛次郎・林房雄（1983年）
- 『第3巻』 渋沢秀雄・芹沢光治良・窪田空穂・山口誓子・平林たい子・中村白葉（1983年）
- 『第4巻』 舟橋聖一・今日出海・井伏鱒二・川口松太郎・小林勇・中村汀女（1983年）
- 『第5巻』 石坂洋次郎・源氏鶏太・田辺茂一・井上靖・尾崎一雄・北条秀司・藤沢桓夫（1983年）
- 『第6巻』 朝倉文夫・川端龍子・東郷青児・富本憲吉・東山魁夷・勅使河原蒼風・岩田専太郎・豊道春海・前田青邨（1983年）
- 『第7巻』 坂本繁二郎・熊谷守一・横山隆一・奥村土牛・谷口吉郎・浜田庄司・棟方志功（1984年）
- 『第8巻』 中川一政・荒川豊蔵・森口華弘・橋本明治・土門拳・山本丘人・猪熊弦一郎（1984年）
- 『第9巻』 小原豊雲・松田権六・酒井田柿右衛門・加藤唐九郎・鹿島一谷・北村西望・藤原啓（1984年）
- 『第10巻』 山田耕筰・藤原義江・吉田難波掾・市川猿之助・豊竹山城少掾・市川寿海・井上八千代・徳川夢声・衣笠貞之助（1984年）
- 『第11巻』 花柳章太郎・東山千栄子・桐竹紋十郎・梅若六郎・杉村春子・喜多六平太・吉住慈恭（1984年）
- 『第12巻』 水谷八重子・渋谷天外・尾上多賀之丞・古賀政男・三遊亭円生・長谷川一夫・中村鴈治郎（1984年）
- 『第13巻』 朝比奈隆・島田正吾・田中絹代・尾上松緑・天津乙女・武原はん・野村万蔵（1984年）
- 『第14巻』 尾上梅幸・森繁久弥・藤山一郎・平岡養一・中村歌右衛門・服部良一・長門美保（1984年）
- 『第15巻』 田崎勇三・金森徳次郎・茅誠司・河竹繁俊・高橋亀吉・田中耕太郎・鈴木大拙・小泉信三（1984年）
- 『第16巻』 三島徳七・徳川義親・大浜信泉・諸橋轍次・岡潔・高橋誠一郎・太田哲三（1984年）
- 『第17巻』 土屋喬雄・松前重義・谷川徹三・麻生磯次・貝塚茂樹・久松潜一・武見太郎（1984年）
- 『第18巻』 緒方知三郎・冲中重雄・小汀利得・坂口謹一郎・榊原仟・塚本憲甫（1984年）
- 『第19巻』 木村秀政・内村祐之・今西錦司・小原国芳・糸川英夫・大塚敬節・末広恭雄（1984年）
- 『第20巻』 森戸辰男・小川芳男・東畑精一・山階芳麿・木内信胤・佐藤朔（1984年）

### 『私の履歴書 昭和の経営者群像』
1992年、全10巻、日本経済新聞社
- 『第1巻』 五島慶太・井上貞治郎・川又克二・田口利八・早川種三
- 『第2巻』 堤康次郎・犬丸徹三・鹿島守之助・木川田一隆・水上達三
- 『第3巻』 松下幸之助・山本為三郎・永田雅一・奥村綱雄・岩切章太郎
- 『第4巻』 石坂泰三・萩原吉太郎・倉田主税・田代茂樹・吉田忠雄
- 『第5巻』 出光佐三・松尾静磨・大谷米太郎・立石一真・江戸英雄
- 『第6巻』 足立正・市村清・本田宗一郎・岡崎嘉平太・宮崎輝
- 『第7巻』 大屋晋三・早川徳次・中部謙吉・井深大・加藤辨三郎
- 『第8巻』 石橋正二郎・石田退三・土光敏夫・豊田英二・梁瀬次郎
- 『第9巻』 山崎種二・安川第五郎・井植歳男・松永安左エ門・小原鐵五郎
- 『第10巻』 河合良成・大川博・江崎利一・稲山嘉寛・永野重雄

### 『私の履歴書 経済人』
2004年、25-38巻、日本経済新聞社、旧『経済人』シリーズの復刻とともに14巻を追加
- 『第25巻』 日向方齊・水野健次郎・山下勇・坂口幸雄・小林宏治・岩村英郎
- 『第26巻』 本坊豊吉・杉浦敏介・五島昇・鈴木治雄・岩谷直治・永倉三郎
- 『第27巻』 八尋俊邦・谷村裕・田中精一・磯崎叡・鬼塚喜八郎・塚本幸一
- 『第28巻』 春名和雄・勝田龍夫・新井正明・樫尾忠雄・石橋信夫・森泰吉郎
- 『第29巻』 堀場雅夫・吉野俊彦・中山善郎・賀来龍三郎・佐治敬三
- 『第30巻』 村田昭・石井久・澄田智・高木文雄・竹見淳一
- 『第31巻』 松沢卓二・石原俊・宇野收・稲葉興作・永山武臣
- 『第32巻』 舘豊夫・鈴木英夫・両角良彦・横河正三・諸橋晋六
- 『第33巻』 山路敬三・八城政基・福原義春・坂倉芳明・永野健
- 『第34巻』 佐波正一・伊部恭之助・長谷川薫・渡辺文夫・山本卓眞
- 『第35巻』 江頭匡一・高橋政知・牛尾治朗・上山善紀・中内功
- 『第36巻』 椎名武雄・樋口廣太郎・稲盛和夫・飯田亮・安藤百福
- 『第37巻』 根本二郎・小倉昌男・後藤康男・中邨秀雄・石川六郎
- 『第38巻』 岡田茂・大賀典雄・伊藤雅俊・林原健・井植敏・松原治

### 『シリーズ・私の履歴書』
全13冊、日経ビジネス人文庫
- 『私の履歴書 最強の横綱』時津風定次・二子山勝治・大鵬幸喜（2006年11月）
- 『私の履歴書 日本画の巨匠』上村松篁・東山魁夷・加山又造・平山郁夫（2006年11月）
- 『私の履歴書 中間小説の黄金時代』井伏鱒二・舟橋聖一・井上靖・水上勉（2006年11月）
- 『私の履歴書 女優の運命』東山千栄子・水谷八重子・杉村春子・田中絹代・ミヤコ蝶々（2006年12月）
- 『私の履歴書 第三の新人』安岡章太郎・阿川弘之・庄野潤三・遠藤周作（2007年1月）
- 『私の履歴書 孤高の画人』熊谷守一・中川一政・東郷青児・棟方志功（2007年2月）
- 『私の履歴書 プロ野球伝説の名将』鶴岡一人・川上哲治・西本幸雄・稲尾和久（2007年3月）
- 『私の履歴書 女流作家』円地文子・瀬戸内寂聴・佐藤愛子・田辺聖子（2007年4月）
- 『私の履歴書 保守政権の担い手』岸信介・河野一郎・福田赳夫・後藤田正晴・田中角栄・中曽根康弘（2007年5月）
- 『私の履歴書 知の越境者』白川静・中村元・梅棹忠夫・梅原猛（2007年6月）
- 『私の履歴書 科学の求道者』今西錦司・福井謙一・河合雅雄・西澤潤一・小柴昌俊（2007年7月）
- 『私の履歴書 反骨の言論人』長谷川如是閑・石橋湛山・小汀利得・小林勇（2007年10月）
- 『私の履歴書 芸術家の独創』田河水泡・岩田専太郎・土門拳・横尾忠則（2008年1月）

### 単著
連載後、特に反響の大きかった人物については日本経済新聞出版社が発行（過去は日経新聞本社の出版部の直接発行）して、単行本になった。連載のみでは本の分量が足りないため、著作集の一部分としたり、加筆したり、別稿・インタビューなどを加えて刊行する例が多い。三浦雄一郎のように新書版で刊行したり吉田義男のように最初から文庫本として出版することもある。なお、日本経済新聞関連の出版社以外での単行本化の例も多い。年次は出版年であり、執筆・掲載年とは異なる。

#### 1950年代
| 出版年 | 人物       | タイトル                               | 出版社         | 備考 |
| ------ | ---------- | -------------------------------------- | -------------- | ---- |
| 1957   | 村松梢風   | 私の履歴書                             | 金文堂         |      |
| 1958   | 岩田宙造   | 私の履歴書                             | 日本経済新聞社 |      |
| 1958   | 松野鶴平   | 私の履歴書                             | 日本経済新聞社 |      |
| 1959   | 田崎勇三   | 癌研の院長室で                         | 文芸春秋新社   |      |
| 1959   | 江戸川乱歩 | ぺてん師と空気男（書下し推理小説全集） | 桃源社         |      |

#### 1960年代
| 出版年 | 人物         | タイトル                     | 出版社                 | 備考                             |
| ------ | ------------ | ---------------------------- | ---------------------- | -------------------------------- |
| 1960   | 市川寿海     | 寿の字海老                   | 展望社                 |                                  |
| 1960   | 江戸川乱歩   | 乱歩随筆                     | 青蛙房                 |                                  |
| 1960   | 青木均一     | 私の処世・私の経営           | 実業之日本社           |                                  |
| 1960   | 荻原井泉水   | 原泉：井泉水句集             | 層雲社                 |                                  |
| 1961   | 田中耕太郎   | 私の履歴書                   | 春秋社                 |                                  |
| 1961   | 和田完二     | 今日の言葉                   | 東京書房               |                                  |
| 1962   | 室生犀星     | われはうたへどもやぶれかぶれ | 講談社                 |                                  |
| 1962   | 三村起一     | 身辺二話                     | 自費出版               |                                  |
| 1963   | 杉山金太郎   | 豊年製油株式会社四十年史     | 豊年製油株式会社       | 豊年製油株式会社［編・著］       |
| 1963   | 賀屋興宣     | 私の履歴書                   | 自費出版               |                                  |
| 1964   | 鹿島守之助   | 私の履歴書                   | 鹿島研究所出版会       |                                  |
| 1965   | 里見弴       | 朝夕：感想・随筆集           | 講談社                 |                                  |
| 1965   | 渋沢秀雄     | 明治は遠く                   | サンケイ新聞出版局     |                                  |
| 1966   | 田中角栄     | 私の履歴書                   | 日本経済新聞社         |                                  |
| 1966   | 小泉信三     | 私の履歴書                   | 日本経済新聞社         |                                  |
| 1967   | 岡野喜太郎   | 岡野喜太郎の追想             | 駿河銀行               | 岡野喜太郎追想録編纂委員会［編］ |
| 1968   | 窪田空穂     | 窪田空穂全集                 | 角川書店               |                                  |
| 1968   | 中山均       | 中山均：人と思い出           | 中山均人と思い出刊行会 |                                  |
| 1968   | 法華津孝太   | 私の履歴書                   | 日本経済新聞社         |                                  |
| 1968   | 大浜信泉     | 総長十二年の歩み             | 校倉書房               |                                  |
| 1968   | 中安閑一     | 私の履歴書                   | 宇部興産               |                                  |
| 1969   | 山口喜久一郎 | 私の履歴書                   | 日本経済新聞社         |                                  |

#### 1970年代
| 出版年 | 人物         | タイトル                                                                           | 出版社             | 備考 |
| ------ | ------------ | ---------------------------------------------------------------------------------- | ------------------ | --- |
| 1970   | 鈴木大拙     | 鈴木大拙全集 第30巻（書翰2、支那仏教印象記、自叙伝、年譜、著作目録（和文・欧文）） | 岩波書店           | |
| 1970   | 長谷川如是閑 | 長谷川如是閑選集 第7巻                                                             | 栗田出版会         | 大内兵衛等［編］ |
| 1971   | 小汀利得     | ぼくは憎まれっ子                                                                   | 日本経済新聞社     | |
| 1971   | 水田三喜男   | 蕗のとう：私の履歴書                                                               | 日本経済新聞社     | |
| 1971   | 中村白葉     | ここまで生きてきて：私の八十年                                                     | 河出書房新社       | |
| 1971   | 屋良朝苗     | 私の履歴書                                                                         | 屋良さんを励ます会 | |
| 1972   | 春日一幸     | 私の履歴書                                                                         | 日本経済新聞社     | |
| 1972   | 中山義秀     | 中山義秀全集 第9巻                                                                 | 新潮社             | |
| 1973   | 高橋誠一郎   | 回想九十年                                                                         | 筑摩書房           | |
| 1973   | 内村祐之     | 鑑三・野球・精神医学                                                               | 日本経済新聞社     | |
| 1973   | 渡辺武       | 私の履歴書                                                                         | 日本経済新聞社     | |
| 1973   | 赤城宗徳     | 私の履歴書                                                                         | 日本経済新聞社     | |
| 1974   | 太田薫       | ひびけラッパ                                                                       | 日本経済新聞社     | |
| 1974   | 前尾繁三郎   | 私の履歴書：牛の歩み                                                               | 日本経済新聞社     | |
| 1974   | 大佛次郎     | 大佛次郎随筆全集 第3巻                                                             | 朝日新聞社         | |
| 1975   | 今西錦司     | 今西錦司全集 第10巻                                                                | 講談社             | のち増補版が1994年に刊行                                                                                                 |
| 1975   | 立石一真     | 創る育てる（私の履歴書）                                                           | 日本経済新聞社     | |
| 1975   | 池田大作     | 私の履歴書                                                                         | 日本経済新聞社     | のち聖教新聞社で1978年、1993年（文庫版）に刊行                                                                           |
| 1975   | 井伏鱒二     | 井伏鱒二全集 第13巻                                                                | 筑摩書房           | |
| 1975   | 船田中       | 九十年                                                                             | 作新学院           | 「九十年」編集委員会［編］                                                                                               |
| 1975   | 竹鶴政孝     | ウイスキーと私                                                                     | ニッカウイスキー   | のちNHK出版で改訂・増補版が2014年に刊行                                                                                  |
| 1976   | 源氏鶏太     | 夏雲冬雲：私の履歴書                                                               | 日本経済新聞社     | |
| 1976   | 橋本登美三郎 | 私の履歴書：激動の歩み                                                             | 永田書房           | |
| 1977   | 諸橋轍次     | 諸橋轍次著作集 第10巻                                                              | 大修館書店         | 鎌田正・米山寅太郎［編］                                                                                                 |
| 1977   | 米沢滋       | 私の履歴書                                                                         | 日本経済新聞社     | |
| 1977   | 大佛次郎     | 筑摩現代文学大系 53（大佛次郎・海音寺潮五郎集）                                    | 筑摩書房           | |
| 1977   | 古垣鐵郎     | ざりがにの歌                                                                       | 玉川大学出版部     | |
| 1977   | 小林節太郎   | 私の履歴書                                                                         | 日本経済新聞社     | |
| 1978   | 水原秋櫻子   | 水原秋櫻子全集 第19巻（自伝回想）                                                  | 講談社             | |
| 1978   | 大平正芳     | 私の履歴書                                                                         | 日本経済新聞社     | |
| 1978   | 朝比奈隆     | 楽は堂に満ちて                                                                     | 日本経済新聞社     | のち中公文庫『楽は堂に満ちて』（1995年）として刊行、のち音楽之友社『楽は堂に満ちて：朝比奈隆回想録』（2001年）として刊行 |
| 1979   | 東畑精一     | 私の履歴書                                                                         | 日本経済新聞社     | |
| 1979   | 川上源一     | 私の履歴書：狼子虚に吠ゆ                                                           | 日本経済新聞社     | |
| 1979   | 御木徳近     | 私の履歴書                                                                         | 日本経済新聞社     | |
| 1979   | 古井喜実     | 一政治家の人生：山陰生れ 私の履歴書                                                | 牧野出版           | |
| 1979   | 平林たい子   | 平林たい子全集 12                                                                  | 潮出版社           | |
| 1979   | 山階芳麿     | 私の履歴書                                                                         | 山階鳥類研究所     | |

#### 1980年代
| 出版年 | 人物         | タイトル                                              | 出版社                       | 備考                                                                         |
| ------ | ------------ | ----------------------------------------------------- | ---------------------------- | ---------------------------------------------------------------------------- |
| 1980   | 江戸英雄     | 私の履歴書                                            | 三井不動産広報室             | 三井不動産株式会社広報室［編］                                               |
| 1981   | 早川種三     | 青春八十年：私の履歴書                                | 日本経済新聞社               |                                                                              |
| 1981   | 森繁久弥     | さすらいの唄：私の履歴書                              | 日本経済新聞社               |                                                                              |
| 1981   | 大来佐武郎   | 東奔西走：私の履歴書                                  | 日本経済新聞社               |                                                                              |
| 1981   | 戸田利兵衛   | 私の履歴書：戸田利兵衛追想                            | 戸田建設                     |                                                                              |
| 1981   | 日高輝       | 私の履歴書                                            | 日本経済新聞社               |                                                                              |
| 1982   | 庭野日敬     | 私の履歴書                                            | 日本経済新聞社               |                                                                              |
| 1982   | 鈴木俊一     | 私の履歴書                                            | 日経事業出版社               |                                                                              |
| 1982   | 松永安左エ門 | 松永安左エ門著作集 第1巻                              | 五月書房                     |                                                                              |
| 1982   | 片柳真吉     | 私の履歴書                                            | 日経事業出版社               |                                                                              |
| 1982   | 河野一之     | 私の履歴書                                            | 日経事業出版社               |                                                                              |
| 1982   | 灘尾弘吉     | 灘尾弘吉 私の履歴書                                   | 灘尾弘吉先生追悼集編集委員会 | 灘尾弘吉先生追悼集編集委員会［編］、のち1996年に復刻                         |
| 1983   | 土光敏夫     | 私の履歴書                                            | 日本経済新聞社               | のち日本図書センターで2012年に刊行                                           |
| 1983   | 野田岩次郎   | 財閥解体私記：私の履歴書                              | 日本経済新聞社               |                                                                              |
| 1983   | 東条猛猪     | 私の履歴書                                            | 日経事業出版社               |                                                                              |
| 1983   | 朝倉文夫     | 彫塑余滴：朝倉文夫文集                                | 朝倉彫塑館                   |                                                                              |
| 1984   | 牛場信彦     | 外交の瞬間：私の履歴書                                | 日本経済新聞社               |                                                                              |
| 1984   | 中村梅吉     | 私の履歴書                                            | 自費出版                     |                                                                              |
| 1984   | 西川政一     | 伸びゆく葦：日経「私の履歴書」を中心として メモアール | 自費出版                     |                                                                              |
| 1985   | 安井謙       | ほどほど哲学：私の履歴書                              | 日本経済新聞社               |                                                                              |
| 1985   | 宮崎辰雄     | 私の履歴書：神戸の都市経営                            | 日経事業出版社               |                                                                              |
| 1985   | 豊田英二     | 決断：私の履歴書                                      | 日本経済新聞社               | のち日経ビジネス人文庫で2000年に刊行                                         |
| 1985   | 西沢潤一     | 愚直一徹：私の履歴書                                  | 日本経済新聞社               |                                                                              |
| 1986   | 田鍋健       | 私の履歴書                                            | 日経事業出版社               |                                                                              |
| 1986   | 井伏鱒二     | 井伏鱒二自選全集 第7巻                                | 新潮社                       |                                                                              |
| 1986   | 伊藤伝三     | 日本食肉史基礎資料集成 第205輯                        | 栗田奏二                     | 栗田奏二［編］                                                               |
| 1986   | 素野福次郎   | 企業は道場である：私の履歴書                          | 日本経済新聞社               |                                                                              |
| 1986   | 二階堂進     | 己を尽して：私の履歴書                                | 日本経済新聞社               |                                                                              |
| 1986   | 進藤貞和     | 私の履歴書                                            | 日本経済新聞社               |                                                                              |
| 1986   | 黒田暲之助   | 私の履歴書                                            | 日本経済新聞社               |                                                                              |
| 1986   | 木内信胤     | 当来の世界秩序を模索して：木内信胤先生米寿記念        | 行人社                       | 世界経済調査会［編］                                                         |
| 1986   | 吉田忠雄     | 吉田忠雄全集 第1巻（伝記編）                          | 吉田工業                     |                                                                              |
| 1987   | 小平邦彦     | ボクは算数しか出来なかった：小平邦彦・私の履歴書      | 日経サイエンス社             |                                                                              |
| 1987   | 笠智衆       | 俳優になろうか：私の履歴書                            | 日本経済新聞社               | のち朝日文庫で1992年に刊行                                                   |
| 1987   | 千宗室       | お茶をどうぞ：私の履歴書                              | 日本経済新聞社               |                                                                              |
| 1987   | 畑和         | 私の履歴書：努力六分と運四分                          | 滴翠社                       |                                                                              |
| 1987   | 柏木雄介     | 私の履歴書                                            | 金融財政事情研究会           |                                                                              |
| 1988   | 小林宏治     | 小林宏治 私の履歴書：山の中から世界の広場へ           | 日本経済新聞社               |                                                                              |
| 1988   | 金丸信       | 立ち技寝技：私の履歴書                                | 日本経済新聞社               |                                                                              |
| 1988   | 岩村英郎     | 私の履歴書                                            | 日本経済新聞社               |                                                                              |
| 1988   | 坂口幸雄     | 私の履歴書                                            | 日本経済新聞社               |                                                                              |
| 1988   | 朝海浩一郎   | 花みづきの庭にて：ある外交官の回想                    | 岩波ブックサービスセンター   | 朝海浩一郎回顧録編集会［編］                                                 |
| 1989   | 藤林益三     | 藤林益三著作集 8                                      | 東京布井出版                 |                                                                              |
| 1989   | 谷川徹三     | 自伝抄                                                | 中央公論社                   |                                                                              |
| 1989   | 水上勉       | 私の履歴書                                            | 筑摩書房                     |                                                                              |
| 1989   | 日向方斉     | 私の履歴書                                            | 日本経済新聞社               |                                                                              |
| 1989   | 本坊豊吉     | 私の履歴書                                            | 日本経済新聞社               |                                                                              |
| 1989   | 松下幸之助   | 夢を育てる：私の履歴書                                | 日本経済新聞社               | のち日経ビジネス人文庫で2001年に刊行、のち日経文芸ビジネス文庫で2013年に刊行 |
| 1989   | 遠藤周作     | 落第坊主の履歴書                                      | 日本経済新聞社               | のち文春文庫で1993年に刊行、のち日本経済新聞出版社で2013年に刊行             |

#### 1990年代
| 出版年 | 人物                        | タイトル                                                    | 出版社                 | 備考                                                                       |
| ------ | --------------------------- | ----------------------------------------------------------- | ---------------------- | -------------------------------------------------------------------------- |
| 1990   | 岩谷直治                    | 負けずぎらいの人生                                          | 日本経済新聞社         |                                                                            |
| 1990   | 小田稔                      | 青い星を追って：私の履歴書                                  | 日経サイエンス社       |                                                                            |
| 1990   | 佐藤愛子                    | 淑女失格：私の履歴書                                        | 日本経済新聞社         | のち集英社文庫で1993年に刊行                                               |
| 1990   | 水野健次郎                  | 全人間への旅：私の履歴書                                    | 日本経済新聞社         |                                                                            |
| 1990   | 谷村裕                      | 大蔵属、月給七拾五円：私の履歴書                            | 日本経済新聞社         |                                                                            |
| 1991   | 塚本幸一                    | 私の履歴書                                                  | 日本経済新聞社         |                                                                            |
| 1991   | 細川護貞                    | 細川家十七代目：私の履歴書                                  | 日本経済新聞社         |                                                                            |
| 1991   | 鬼塚喜八郎                  | 私の履歴書-鬼塚喜八郎                                       | 日本経済新聞社         |                                                                            |
| 1991   | 後藤田正晴                  | 支える動かす：私の履歴書                                    | 日本経済新聞社         |                                                                            |
| 1991   | 河盛好蔵                    | フランス語盛衰記：私の履歴書                                | 日本経済新聞社         |                                                                            |
| 1991   | 鈴木治雄                    | 私の履歴書                                                  | 深夜叢書社             |                                                                            |
| 1991   | J・ウィリアム・フルブライト | 権力の驕りに抗して：私の履歴書                              | 日本経済新聞社         | 勝又美智雄［訳］、のち日経ビジネス人文庫で2002年に刊行                     |
| 1991   | 畑和                        | 生涯感動：私の履歴書                                        | ぎょうせい             |                                                                            |
| 1991   | 石井好子                    | 限りない想いを歌に：私の履歴書                              | 日本経済新聞社         |                                                                            |
| 1991   | 伊谷純一郎                  | サル・ヒト・アフリカ：私の履歴書                            | 日本経済新聞社         |                                                                            |
| 1992   | 樫尾忠雄                    | 兄弟がいて：私の履歴書                                      | 日本経済新聞社         |                                                                            |
| 1992   | 坂口謹一郎                  | 愛酒楽酔（講談社文芸文庫 現代日本のエッセイ）               | 講談社                 |                                                                            |
| 1992   | 石橋信夫                    | 不撓不屈の日々：私の履歴書                                  | 日本経済新聞社         |                                                                            |
| 1992   | 小倉武一                    | 農政・税制・書生：私の履歴書                                | 日本経済新聞社         |                                                                            |
| 1992   | 瀬戸内寂聴                  | 人が好き：私の履歴書                                        | 日本経済新聞社         | のち講談社文庫で1995年に刊行                                               |
| 1992   | 加山又造                    | 白い画布：私の履歴書                                        | 日本経済新聞社         |                                                                            |
| 1993   | 藤沢秀行                    | 碁打秀行：私の履歴書                                        | 日本経済新聞社         | のち角川文庫で1999年に刊行、のち埼玉福祉会で大活字本として2004年に刊行     |
| 1993   | 室生犀星                    | 加賀金沢・故郷を辞す（講談社文芸文庫 現代日本のエッセイ）   | 講談社                 |                                                                            |
| 1993   | 森泰吉郎                    | 私の履歴書                                                  | 日本経済新聞社         |                                                                            |
| 1994   | 佐治敬三                    | へんこつなんこつ：私の履歴書                                | 日本経済新聞社         | のち日経ビジネス人文庫で2000年に刊行                                       |
| 1994   | 村田昭                      | 不思議な石ころ：私の履歴書                                  | 日本経済新聞社         |                                                                            |
| 1994   | 池田大作                    | 池田大作全集 第22巻                                         | 聖教新聞社             |                                                                            |
| 1994   | 小泉信三                    | わが文芸談（講談社文芸文庫 現代日本のエッセイ）             | 講談社                 |                                                                            |
| 1994   | 杉村隆                      | がんよ驕るなかれ：私の履歴書                                | 日経サイエンス社       |                                                                            |
| 1994   | 小坂善太郎                  | 議員外交四十年：私の履歴書                                  | 日本経済新聞社         |                                                                            |
| 1994   | 竹見淳一                    | 邂逅夢幻：私の履歴書                                        | 日本経済新聞社         |                                                                            |
| 1994   | 中山善郎                    | 私の履歴書：風に吹かれて運まかせ                            | 深夜叢書社             |                                                                            |
| 1995   | 江上波夫                    | 学問と夢と騎馬民族：私の履歴書                              | 日本経済新聞社         |                                                                            |
| 1995   | ジョージ川口                | ドラム・ソロは終わらない（私の履歴書）                      | 日経事業出版社         |                                                                            |
| 1995   | 永山武臣                    | 歌舞伎五十年（私の履歴書）                                  | 日本経済新聞社         |                                                                            |
| 1995   | 大社義規                    | 日本食肉史基礎資料集成 第549輯                              | 栗田奏二               | 栗田奏二［編］                                                             |
| 1995   | 稲葉興作                    | 七十年の微積分（私の履歴書）                                | 日本経済新聞社         |                                                                            |
| 1995   | 茂木啓三郎                  | 照于一隅：茂木啓三郎翁遺稿集                                | キッコーマン           | キッコーマン株式会社茂木啓三郎翁遺稿集編集委員会［編纂］、佐藤良也［監修］ |
| 1995   | 松澤卓二                    | 私の履歴書                                                  | 日本経済新聞社         |                                                                            |
| 1996   | 水上勉                      | 新編水上勉全集 第2巻                                        | 中央公論社             |                                                                            |
| 1996   | 坂口謹一郎                  | 新潟県文学全集 第2期 第3巻（随筆・紀行・詩歌編 昭和戦前編） | 郷土出版社             |                                                                            |
| 1996   | 安岡章太郎                  | まぼろしの川：私の履歴書                                    | 講談社                 |                                                                            |
| 1996   | 横河正三                    | 私の履歴書                                                  | 横河グラフィックアーツ | のち横河電機で2006年に刊行                                                 |
| 1997   | 黒岩重吾                    | 生きてきた道：私の履歴書                                    | 集英社                 | のち埼玉福祉会で大活字本として2003年に刊行                                 |
| 1997   | 中村真一郎                  | 私の履歴書                                                  | ふらんす堂             |                                                                            |
| 1997   | 梅棹忠夫                    | 行為と妄想：わたしの履歴書                                  | 日本経済新聞社         | のち中公文庫で2002年に刊行                                                 |
| 1998   | 田辺聖子                    | 楽天少女通ります：私の履歴書                                | 日本経済新聞社         | のちハルキ文庫で2001年に刊行                                               |
| 1998   | 淀川長治                    | 「生きる」という贅沢：私の履歴書                            | 日本経済新聞社         |                                                                            |
| 1998   | 中村真一郎                  | 全ての人は過ぎて行く                                        | 新潮社                 |                                                                            |
| 1998   | 坂本五郎                    | ひと声千両：おどろ木桃の木：私の履歴書                      | 日本経済新聞社         |                                                                            |
| 1998   | 孫平化                      | 中国と日本に橋を架けた男：私の履歴書                        | 日本経済新聞社         |                                                                            |
| 1998   | 庄野潤三                    | 野菜讃歌                                                    | 講談社                 |                                                                            |
| 1998   | 土屋義彦                    | 運は天にあり：私の履歴書                                    | 日本経済新聞社         |                                                                            |
| 1998   | 浅沼稲次郎                  | 浅沼稲次郎：私の履歴書ほか（人間の記録 72）                 | 日本図書センター       |                                                                            |
| 1998   | 吉野俊彦                    | 企業崩壊：私の履歴書 正・続                                 | 清流出版               |                                                                            |
| 1999   | 市川房枝                    | 市川房枝：私の履歴書ほか（人間の記録 88）                   | 日本図書センター       |                                                                            |
| 1999   | 大佛次郎                    | 作家の自伝 91（シリーズ・人間図書館）                       | 日本図書センター       | 村上光彦［編・解説］                                                       |
| 1999   | 渡辺文夫                    | 私の履歴書：20世紀を歩んで八十年                            | 日本経済新聞社         |                                                                            |
| 1999   | 山本卓眞                    | 志を高く：私の履歴書                                        | 日本経済新聞社         |                                                                            |
| 1999   | マイク・マンスフィールド    | マンスフィールド 20世紀の証言                               | 日本経済新聞社         | 小孫茂［編・訳］                                                           |
| 1999   | 佐藤貢                      | 私の履歴書                                                  | 雪印乳業株式会社       | 非売品                                                                     |

#### 2000年代
| 出版年 | 人物                         | タイトル                                               | 出版社                          | 備考                                                                                               |
| ------ | ---------------------------- | ------------------------------------------------------ | ------------------------------- | -------------------------------------------------------------------------------------------------- |
| 2000   | 市村清                       | 三愛精神 最近の欧米表情 私の履歴書                     | 三愛会                          | |
| 2000   | 遠藤周作                     | 遠藤周作文学全集 第14巻（評論・エッセイ 3）            | 新潮社                          | |
| 2000   | 白川静                       | 回思九十年                                             | 平凡社                          | |
| 2000   | 中内㓛                       | 流通革命は終わらない：私の履歴書                       | 日本経済新聞社                  | |
| 2000   | 佐藤春夫                     | 定本佐藤春夫全集 第14巻                                | 臨川書店                        | 中村真一郎ら［監修］                                                                               |
| 2000   | ロバート・ガルビン           | 日本人に学び、日本に挑む：モトローラと日米ハイテク戦争 | 日本経済新聞社                  | |
| 2001   | 池部良                       | 心残りは…                                              | 文藝春秋                        | |
| 2001   | 山根有三                     | 私の履歴書：日経版：決定本                             | 小学館スクウェア                | |
| 2001   | 大鵬幸喜                     | 巨人、大鵬、卵焼き：私の履歴書                         | 日本経済新聞社                  | |
| 2001   | 吉田正                       | 生命ある限り：吉田正・私の履歴書（ひたち市民双書 5）   | 日立市民文化事業団              | |
| 2001   | 本田宗一郎                   | 本田宗一郎 夢を力に：私の履歴書                        | 日本経済新聞社                  | |
| 2001   | 椎名武雄                     | 外資と生きる：IBMとの半世紀：私の履歴書                | 日本経済新聞社                  | |
| 2001   | 三浦哲郎                     | 母の微笑：随筆集                                       | 講談社                          | |
| 2001   | 山田耕筰                     | 山田耕筰著作全集 3                                     | 岩波書店                        | 後藤暢子［著］、団伊玖磨・遠山一行［編］                                                           |
| 2001   | 鈴木大拙                     | 鈴木大拙全集 第26巻 増補新版                           | 岩波書店                        | 久松真一・山口益・古田紹欽［編］                                                                   |
| 2002   | 稲盛和夫                     | ガキの自叙伝                                           | 日本経済新聞社                  | のち日経ビジネス人文庫で『稲盛和夫のガキの自叙伝』（2004年）として刊行                             |
| 2002   | 安藤百福                     | 魔法のラーメン発明物語：私の履歴書                     | 日本経済新聞社                  | のち日経ビジネス人文庫で2008年に刊行                                                               |
| 2002   | 稲尾和久                     | 神様、仏様、稲尾様：私の履歴書                         | 日本経済新聞社                  | のち日経ビジネス人文庫で増補版として2004年に刊行                                                   |
| 2002   | 村上信夫                     | 帝国ホテル厨房物語：私の履歴書                         | 日本経済新聞社                  | のち日経ビジネス人文庫で2004年に刊行                                                               |
| 2002   | 桂米朝                       | 桂米朝 私の履歴書                                      | 日本経済新聞社                  | のち日経ビジネス人文庫で2007年に刊行                                                               |
| 2002   | 船村徹                       | 歌は心でうたうもの：私の履歴書                         | 日本経済新聞社                  | |
| 2002   | 加藤卓男                     | 砂漠が誘う：ラスター彩遊記                             | 日本経済新聞社                  | |
| 2003   | 小倉昌男                     | 経営はロマンだ！：私の履歴書                           | 日本経済新聞社                  | |
| 2003   | 大賀典雄                     | SONYの旋律：私の履歴書                                 | 日本経済新聞社                  | |
| 2003   | 石川六郎                     | 克己：私の履歴書                                       | 日本経済新聞社                  | |
| 2003   | 猪熊弦一郎                   | 私の履歴書                                             | 丸亀市猪熊弦一郎現代美術館      | 丸亀市猪熊弦一郎現代美術館・ミモカ美術振興財団［編］                                               |
| 2003   | 河合雅雄                     | 森に還ろう：自然が子どもを強くする                     | 小学館                          | のち、増訂版として2006年に刊行                                                                     |
| 2003   | 中邨秀雄                     | 笑いに賭けろ！：私の履歴書                             | 日本経済新聞社                  | |
| 2003   | 樋口廣太郎                   | 樋口廣太郎 わが経営と人生：私の履歴書                  | 日本経済新聞社                  | |
| 2003   | 林原健                       | 独創を貫く経営：私の履歴書                             | 日本経済新聞社                  | |
| 2003   | 梅原猛                       | 梅原猛著作集 15 たどり来し道                           | 小学館                          | のち朝日文庫で2011年に刊行                                                                         |
| 2004   | 水木しげる                   | 水木サンの幸福論：妖怪漫画家の回想                     | 日本経済新聞社                  | のち角川書店で増訂版として2007年に刊行                                                             |
| 2004   | 有馬頼底                     | 禅僧が往く：私の履歴書                                 | 日本経済新聞社                  | |
| 2004   | 阿久悠                       | 生きっぱなしの記                                       | 日本経済新聞社                  | のち日経ビジネス人文庫で2007年に刊行                                                               |
| 2004   | 二上達也                     | 棋士                                                   | 晶文社                          | |
| 2004   | 今村昌平                     | 映画は狂気の旅である：私の履歴書                       | 日本経済新聞社                  | |
| 2004   | 松原治                       | 三つの出会い：私の履歴書                               | 日本経済新聞社                  | |
| 2004   | 井植敏                       | 闘うぞ勝つぞ幸せをつかむぞ：私の履歴書                 | 日本経済新聞社                  | |
| 2004   | 山中貞則                     | 私の履歴書                                             | 芳蘭会鹿児島支部                | |
| 2004   | 山口淑子                     | 「李香蘭」を生きて：私の履歴書                         | 日本経済新聞社                  | |
| 2004   | ジョン・ケネス・ガルブレイス | ガルブレイス わが人生を語る                            | 日本経済新聞社                  | |
| 2005   | 岡田卓也                     | 小売業の繁栄は平和の象徴：私の履歴書                   | 日本経済新聞社                  | のち日本経済新聞出版社日経事業出版センターで改訂新版が2012年に刊行、のち日経文芸文庫で2013年に刊行 |
| 2005   | 金森久雄                     | エコノミストの腕前：私の履歴書                         | 日本経済新聞社                  | |
| 2005   | 野見山暁治                   | いつも今日：私の履歴書                                 | 日本経済新聞社                  | |
| 2005   | ピーター・ドラッカー         | ドラッカー20世紀を生きて：私の履歴書                   | 日本経済新聞社                  | 牧野洋［訳・解説］                                                                                 |
| 2005   | 矢嶋英敏                     | 異邦人、改革に起つ：私の履歴書                         | 日本経済新聞社                  | |
| 2005   | 武田國男                     | 落ちこぼれタケダを変える                               | 日本経済新聞社                  | のち日経ビジネス人文庫で2007年に刊行                                                               |
| 2005   | 西岡常一                     | 宮大工棟梁・西岡常一「口伝」の重み                     | 日本経済新聞社                  | のち日経ビジネス人文庫で2008年に刊行                                                               |
| 2006   | 米山稔                       | ヨネックス米山稔負けてたまるか。：私の履歴書           | 日本経済新聞社                  | |
| 2006   | 野村克也                     | 無形の力：私の履歴書                                   | 日本経済新聞社                  | |
| 2006   | 日野原重明                   | 人生、これからが本番：私の履歴書                       | 日本経済新聞社                  | |
| 2006   | 中村真一郎                   | 全ての人は過ぎて行く                                   | 水声社                          | |
| 2006   | Chihiro Kanagawa（金川千尋） | My life story                                          | Shin-Etsu Chemical              | 英語                                                                                               |
| 2006   | ジャック・ニクラウス         | 帝王ジャック・ニクラウス：私の履歴書                   | 日本経済新聞社                  | 春原剛［訳］                                                                                       |
| 2006   | 梅原猛                       | 神殺しの日本：反時代的密語                             | 朝日新聞社                      | |
| 2007   | 北杜夫                       | どくとるマンボウ回想記                                 | 日本経済新聞出版社              | のち日経文芸文庫で2013年に刊行                                                                     |
| 2007   | 遠藤実                       | 涙の川を渉るとき：遠藤実自伝                           | 日本経済新聞出版社              | |
| 2007   | 西條八十                     | 西條八十全集 第17巻（随想・雑纂）                      | 国書刊行会                      | |
| 2007   | 清岡卓行                     | 偶然のめぐみ：随想集                                   | 日本経済新聞出版社              | |
| 2007   | 飯田亮                       | 正しさを貫く：私の考える仕事と経営                     | PHPファクトリー・パブリッシング | |
| 2007   | 江崎玲於奈                   | 限界への挑戦：私の履歴書                               | 日本経済新聞出版社              | |
| 2007   | 伊谷純一郎                   | 伊谷純一郎著作集 第1巻（日本霊長類学の誕生）           | 平凡社                          | 太田至・澤近十九一・寺嶋秀明・山極寿一［編］                                                       |
| 2007   | 渡邉恒雄                     | 君命も受けざる所あり：私の履歴書                       | 日本経済新聞出版社              | |
| 2007   | 金川千尋                     | 毎日が自分との戦い：私の実践経営論                     | 日本経済新聞出版社              | |
| 2007   | 井上礼之                     | 「基軸は人」を貫いて：私の履歴書                       | 日本経済新聞出版社              | のち日経ビジネス人文庫で改題・加筆修正を行い2011年に刊行                                           |
| 2007   | 江頭邦雄                     | Y君へ：私の履歴書                                      | 日経事業出版センター            | |
| 2008   | 青木昌彦                     | 私の履歴書 人生越境ゲーム                              | 日本経済新聞出版社              | |
| 2008   | 新藤兼人                     | 生きているかぎり：私の履歴書                           | 日本経済新聞出版社              | |
| 2008   | 平岩弓枝                     | 私の履歴書                                             | 日本経済新聞出版社              | |
| 2008   | 鈴木敏文                     | 挑戦我がロマン：私の履歴書                             | 日本経済新聞出版社              | のち日本経済新聞出版社で加筆版として2014年に刊行                                                   |
| 2008   | 竹本住大夫                   | なほになほなほ：私の履歴書                             | 日本経済新聞出版社              | |
| 2008   | 小松左京                     | 小松左京自伝：実存を求めて                             | 日本経済新聞出版社              | |
| 2008   | 吉田庄一郎                   | 超精密マシンに挑む：ステッパー開発物語                 | 日本経済新聞出版社              | |
| 2008   | 三浦雄一郎                   | 75歳のエベレスト（日経プレミアシリーズ 17）            | 日本経済新聞出版社              | |
| 2008   | 坂田藤十郎・扇千景           | 坂田藤十郎 扇千影 夫婦の履歴書                         | 日本経済新聞出版社              | |
| 2009   | 谷川健一                     | 妣の国への旅：私の履歴書                               | 日本経済新聞出版社              | |
| 2009   | 谷川健一                     | 谷川健一全集 第11巻（民俗 3）                          | 冨山房インターナショナル        | |
| 2009   | 森光子                       | 人生はロングラン：私の履歴書                           | 日本経済新聞出版社              | |
| 2009   | 成田豊                       | 広告と生きる：私の履歴書                               | 日本経済新聞出版社              | |
| 2009   | 岡井隆                       | 瞬間を永遠とするこころざし：私の履歴書                 | 日本経済新聞出版社              | |
| 2009   | 川淵三郎                     | 「J」の履歴書：日本サッカーとともに                    | 日本経済新聞出版社              | |
| 2009   | 長嶋茂雄                     | 野球は人生そのものだ                                   | 日本経済新聞出版社              | |
| 2009   | 近藤道生                     | 不期明日：私の履歴書                                   | 日本経済新聞出版社              | |
| 2009   | 吉田義男                     | 牛若丸の履歴書                                         | 日本経済新聞出版社              | |
| 2009   | ハワード・ベーカー           | ハワード・ベーカー 超党派の精神                        | 日本経済新聞出版社              | 春原剛［訳］                                                                                       |

#### 2010年代
| 出版年 | 人物                         | タイトル                                                           | 出版社                                 | 備考                                   |
| ------ | ---------------------------- | ------------------------------------------------------------------ | -------------------------------------- | -------------------------------------- |
| 2010   | 大平正芳                     | 大平正芳全著作集 1（大蔵官僚時代から政界進出まで、1936年～1955年） | 講談社                                 |                                        |
| 2010   | 青木功                       | 青木功 プレッシャーを楽しんで：私の履歴書                          | 日本経済新聞出版社                     |                                        |
| 2010   | 槙原稔                       | 私の履歴書：さまざまな出会い                                       | 日本経済新聞出版社日経事業出版センター |                                        |
| 2010   | 加山雄三                     | 若大将の履歴書                                                     | 日本経済新聞出版社                     |                                        |
| 2010   | 安居祥策                     | いつも乱戦：ごまかしのない経営                                     | 日本経済新聞出版社                     |                                        |
| 2010   | 岡潔                         | 春の草：私の生い立ち                                               | 日本経済新聞出版社                     |                                        |
| 2011   | 野田順弘                     | 転がる石は玉になる：私の履歴書                                     | 日本経済新聞出版社                     |                                        |
| 2011   | 芦田淳                       | 人通りの少ない道：私の履歴書                                       | 日本経済新聞出版社                     |                                        |
| 2011   | 野依良治                     | 事実は真実の敵なり：私の履歴書                                     | 日本経済新聞出版社                     |                                        |
| 2011   | 潮田健次郎                   | 熱意力闘：私の履歴書                                               | 日本経済新聞出版社                     |                                        |
| 2011   | ウィリアム・J・ペリー        | 核なき世界を求めて：私の履歴書                                     | 日本経済新聞出版社                     | 春原剛［訳］                           |
| 2011   | 生田正治                     | 私の履歴書                                                         | 商船三井                               |                                        |
| 2012   | 山下洋輔                     | 即興ラプソディ：私の履歴書                                         | 日本経済新聞出版社                     |                                        |
| 2012   | 安藤忠雄                     | 安藤忠雄 仕事をつくる：私の履歴書                                  | 日本経済新聞出版社                     | のち日経BPで改訂新版として2022年に刊行 |
| 2012   | 小泉淳作                     | 我れの名はシイラカンス三億年を生きるものなり：私の履歴書           | 日本経済新聞出版社                     |                                        |
| 2012   | 小田島雄志                   | ぼくは人生の観客です：私の履歴書                                   | 日本経済新聞出版社                     |                                        |
| 2012   | 瀬戸雄三                     | 月給取りになったらアカン：私の履歴書                               | 日本経済新聞出版社                     |                                        |
| 2012   | 井深大                       | 井深大 自由闊達にして愉快なる                                      | 日本経済新聞出版社                     |                                        |
| 2012   | 有馬稲子                     | のど元過ぎれば 有馬稲子                                            | 日本経済新聞出版社                     |                                        |
| 2013   | 樋口武男                     | 凡事を極める：私の履歴書                                           | 日本経済新聞出版社                     |                                        |
| 2013   | マハティール・ビン・モハマド | マハティールの履歴書：ルック・イースト政策から30年                 | 日本経済新聞出版社                     | 加藤暁子［訳］                         |
| 2013   | 森喜朗                       | 私の履歴書：森喜朗回顧録                                           | 日本経済新聞出版社                     |                                        |
| 2013   | 松本幸四郎                   | 松本幸四郎：私の履歴書                                             | 日本経済新聞出版社                     |                                        |
| 2013   | 岡本綾子                     | 岡本綾子 情熱と挑戦：私の履歴書                                    | 日本経済新聞出版社                     |                                        |
| 2013   | 茂木友三郎                   | 国境は越えるためにある：「亀甲萬」から「KIKKOMAN」へ               | 日本経済新聞出版社                     |                                        |
| 2013   | 金森徳次郎                   | 金森徳次郎著作集 1                                                 | 慈学社                                 | 高見勝利［編］                         |
| 2014   | 篠原欣子                     | 前を向いて歩こう：私の履歴書                                       | 日本経済新聞出版社                     |                                        |
| 2014   | 米沢富美子                   | 人生は、楽しんだ者が勝ちだ                                         | 日本経済新聞出版社                     |                                        |
| 2014   | 小澤征爾                     | おわらない音楽：私の履歴書                                         | 日本経済新聞出版社                     |                                        |
| 2014   | フィリップ・コトラー         | マーケティングと共に：フィリップ・コトラー自伝                     | 日本経済新聞出版社                     | 田中陽・土方奈美［訳］                 |
| 2014   | 宇沢弘文                     | 経済と人間の旅                                                     | 日本経済新聞出版社                     | のち日経ビジネス人文庫で2017年に刊行   |
| 2014   | 宮内義彦                     | "明日"を追う：私の履歴書                                           | 日本経済新聞出版社                     |                                        |
| 2014   | 岡村正                       | 私の履歴書                                                         | 日本経済新聞出版社日経事業出版センター |                                        |
| 2015   | 和田勇                       | 住まいから社会を変える：私の履歴書                                 | 日本経済新聞出版社                     |                                        |
| 2015   | 王貞治                       | もっと遠くへ：私の履歴書                                           | 日本経済新聞出版社                     |                                        |
| 2015   | 豊田章一郎                   | 未来を信じ一歩ずつ：私の履歴書                                     | 日本経済新聞出版社                     |                                        |
| 2015   | 萩本欽一                     | ダメなやつほどダメじゃない：私の履歴書                             | 日本経済新聞出版社                     |                                        |
| 2015   | 似鳥昭雄                     | 運は創るもの：私の履歴書                                           | 日本経済新聞出版社                     |                                        |
| 2015   | 坂根正弘                     | ダントツの強みを磨け：私の履歴書                                   | 日本経済新聞出版社                     |                                        |
| 2015   | 古川貞二郎                   | 私の履歴書                                                         | 日本経済新聞出版社                     |                                        |
| 2016   | 川村隆                       | 100年企業の改革 私と日立：私の履歴書                               | 日本経済新聞出版社                     |                                        |
| 2016   | 倉本聰                       | 見る前に跳んだ：私の履歴書                                         | 日本経済新聞出版社                     |                                        |
| 2016   | 松本紘                       | 改革は実行：私の履歴書                                             | 日本経済新聞出版社                     |                                        |
| 2016   | 大山健太郎                   | 大山健太郎 アイリスオーヤマの経営理念：私の履歴書                  | 日本経済新聞出版社                     |                                        |
| 2016   | 浅丘ルリ子                   | 私は女優                                                           | 日本経済新聞出版社                     |                                        |
| 2016   | 絹谷幸二                     | 絹谷幸二自伝                                                       | 日本経済新聞出版社                     |                                        |
| 2017   | 大村智                       | ストックホルムへの廻り道：私の履歴書                               | 日本経済新聞出版社                     |                                        |
| 2017   | 樋口久子                     | 樋口久子 ゴルフという天職：私の履歴書                              | 日本経済新聞出版社                     |                                        |
| 2017   | 高村正彦                     | 振り子を真ん中に：私の履歴書                                       | 日本経済新聞出版社                     |                                        |
| 2017   | 高田賢三                     | 夢の回想録：髙田賢三自伝                                           | 日本経済新聞出版社                     |                                        |
| 2017   | 服部克久                     | 僕の音楽畑にようこそ                                               | 日本経済新聞出版社                     |                                        |
| 2018   | 柴田昌治                     | 私の履歴書：think positive                                         | 日本経済新聞出版社日経事業出版センター |                                        |
| 2018   | カルロス・ゴーン             | カルロス・ゴーン 国境、組織、すべての枠を超える生き方：私の履歴書  | 日本経済新聞出版社                     |                                        |
| 2018   | 久保田万太郎                 | 久保田万太郎の履歴書                                               | 河出書房新社                           | 大高郁子［絵・編］                     |
| 2018   | 江夏豊                       | 燃えよ左腕：江夏豊という人生                                       | 日本経済新聞出版社                     |                                        |
| 2019   | 山折哲雄                     | 激しく考え、やさしく語る：私の履歴書                               | 日本経済新聞出版社                     |                                        |
| 2019   | 安斎隆                       | 始まりは「子ども銀行」：私の履歴書                                 | 日本経済新聞出版社                     |                                        |
| 2019   | 石原邦夫                     | 平凡でも激動乗り越え：私の履歴書                                   | 日本経済新聞出版社日経事業出版センター |                                        |

#### 2020年代
| 出版年 | 人物                    | タイトル                                                     | 出版社                                     | 備考 |
| ------ | ----------------------- | ------------------------------------------------------------ | ------------------------------------------ | ---- |
| 2020   | 大橋洋治                | 大空に夢を求めて：私の履歴書                                 | 日本経済新聞出版社                         |      |
| 2020   | 奥正之                  | 金融はまだまだ面白い：私の履歴書                             | 日本経済新聞出版社                         |      |
| 2020   | 池森賢二                | 私の履歴書                                                   | 日本経済新聞出版社日経事業出版センター     |      |
| 2020   | 伊藤雅俊 （味の素会長） | おいしさ、そして、いのちへ。 Eat well, live well：私の履歴書 | 日経BP日本経済新聞出版本部事業出版センター |      |
| 2020   | 澤部肇                  | 神田のサンマとニューヨークの青空：私の履歴書                 | 日経BP日本経済新聞出版本部                 |      |
| 2020   | 横川竟                  | 私の履歴書 横川竟                                            | 日経BP日本経済新聞出版本部事業出版センター |      |
| 2020   | 前橋汀子                | ヴァイオリニストの第五楽章                                   | 日経BP日本経済新聞出版本部                 |      |
| 2021   | 天坊昭彦                | 私の履歴書 天坊昭彦                                          | 日経BP日本経済新聞出版本部事業出版センター |      |
| 2021   | 松浦晃一郎              | アジアから初のユネスコ事務局長 松浦晃一郎：私の履歴書        | 日経BP日本経済新聞出版本部                 |      |
| 2021   | 寺田千代乃              | 私の履歴書                                                   | 日経BP日本経済新聞出版本部事業出版センター |      |
| 2021   | 福川伸次                | ジャパナビリティ 世界で生き抜く力：私の履歴書                | 日経BP日本経済新聞出版本部                 |      |
| 2021   | 東哲郎                  | 私の履歴書                                                   | 日経BP日本経済新聞出版本部事業出版センター |      |
| 2021   | 岸惠子                  | 岸惠子自伝：卵を割らなければ、オムレツは食べられない         | 岩波書店                                   |      |
| 2022   | 赤松良子                | 男女平等への長い列：私の履歴書                               | 日経BP日本経済新聞出版                     |      |
| 2022   | 永山治                  | 私の履歴書 My personal history                               | 日本経済新聞出版                           |      |
| 2022   | 山﨑努                  | 「俳優」の肩ごしに                                           | 日経BP日本経済新聞出版                     |      |
| 2022   | 中嶋悟                  | いつかはF1：私の履歴書                                       | 日経BP日本経済新聞出版                     |      |
| 2023   | 葛西敬之                | 日本のリーダー達へ：私の履歴書                               | 経BP日本経済新聞出版                       |      |
| 2023   | 矢野龍                  | 運とご縁に感謝して：私の履歴書                               | 日経BP日本経済新聞出版                     |      |
| 2023   | 古賀信行                | 私の履歴書                                                   | 日本経済新聞出版                           |      |
| 2023   | 丸山茂雄                | 黒子のリーダー論：私の履歴書                                 | 日経BP日本経済新聞出版                     |      |
| 2023   | 浮川和宣                | 文字を超える：私の履歴書                                     | 日経BP日本経済新聞出版                     |      |
| 2024   | 中山讓治                | 新薬に出会うまで：私の履歴書                                 | 日経BP日本経済新聞出版                     |      |
| 2024   | 宮本洋一                | 建設業とともに半世紀：私の履歴書                             | 日経BP日本経済新聞出版                     |      |

## 映像・音声番組

### 「テレビ・私の履歴書」・「新・テレビ・私の履歴書」（地上波）
テレビ東京で1987年4月から1991年3月の4年間、これを原作として『テレビ・私の履歴書』を毎週水曜日22時から30分間に全国放送された。（サントリー単独提供。1989年4月から『新・テレビ・私の履歴書』と変更。原作朗読:樫山文枝 ナレーション:平光淳之助<無印>、小川真司<新>）として放送された。これは毎週1人ずつ、1話完結の仕立で原作の朗読と当人のインタビュー、および当人へ密着した様子を描いていた。

### 「日経スペシャル 私の履歴書」(BS)
また、2013年4月4日から毎週木曜（2015年4月5日以後は日曜日）にBSジャパンで同様に「日経スペシャル 私の履歴書」（ナレーション・原作朗読:長谷川博己）が放送される。今回は1人の人物を新聞の原作と同じ1か月・4回のシリーズで取り上げ、原作の朗読と、当人のインタビューや密着取材で綴る。
2015年度からは、これまでの1人につき4回シリーズとしていたのを、基本2回シリーズとし、存命者に加え、過去数回、特別篇として取り上げた故人の偉業についても積極的に取り上げることになった。また過去の放送からのアンコールを同年4月6日より半年間、月曜23:00-23:30に行った。
2017年3月をもって、毎週の定時放送は終了となり、同4月からは原則毎月第4土曜日22:00-22:55の月1レギュラーとして放送された。2018年以後は不定期で新作を放送している。2019年4月以後は過去のレギュラー放送の中から再放送の要望が多かった人物を取り上げて再放送する「私の履歴書・プレミアムセレクション」を日曜21:54-22:24に放送している。

#### 取り上げた人物（スペシャル）
番組で取り上げた人物は、日本を代表する大手企業の経営者と、日本の文化人・有識者をほぼ1シリーズごと交互に登場させている。
| シリーズ          | 主人公                 | 原作掲載月          | 放送期間        | アンコール放送期間 |
| ----------------- | ---------------------- | ------------------- | --------------- | ------------------ |
| 第1シリーズ       | 稲盛和夫               | 2001年3月           | 2013/4/4-4/25   |                    |
| 第2シリーズ       | 安藤忠雄               | 2011年3月           | 5/2-5/23        | 2015/4/6-4/27      |
| 第3シリーズ       | 鈴木敏文               | 2007年4月           | 5/30-6/20       |                    |
| 第4シリーズ       | 小柴昌俊               | 2003年2月           | 6/27-7/18       | 2015/6/29-7/20     |
| 第5シリーズ       | 堀場雅夫               | 1992年4月           | 7/25-8/15       |                    |
| 第6シリーズ       | 森喜朗                 | 2012年12月          | 8/22-9/12       |                    |
| 第7シリーズ       | 九代目・松本幸四郎     | 2011年12月          | 9/19-10/10      |                    |
| 第8シリーズ       | 渡文明                 | 2013年4月           | 10/17-11/7      |                    |
| 第9シリーズ       | 渡辺貞夫               | 1999年8月           | 11/14-12/5      | 2015/8/24-9/14     |
| 第10シリーズ      | 牛尾治朗               | 1999年10月          | 12/12-2014/1/2  |                    |
| 第11シリーズ      | 青木功                 | 2010年2月           | 2014/1/9-1/30   |                    |
| 第12シリーズ      | 特別篇                 | -                   | 2/6-2/27        |                    |
| 第13シリーズ      | 福原義春               | 1997年10月          | 3/6-3/27        | 2015/7/27-8/17     |
| 特別番組          | 特別篇                 | -                   | 3/30            |                    |
| 第14シリーズ      | 宮内義彦               | 2013年9月           | 4/3-4/24        |                    |
| 第15シリーズ      | 森英恵                 | 1994年2月           | 5/1-5/22        | 2015/5/4-5/25      |
| 第16シリーズ      | 茂木友三郎             | 2012年7月           | 5/29-6/19       |                    |
| 第17シリーズ      | 六代目・桂文枝         | 2012年5月           | 6/25-7/17       |                    |
| 第18シリーズ      | 篠田正浩               | 2005年8月           | 7/24-8/14       |                    |
| 第19シリーズ      | 明石康                 | 2000年4月           | 8/21-9/11       |                    |
| 第20シリーズ      | 川淵三郎               | 2008年2月           | 9/18-10/9       | 2015/6/1-6/22      |
| 第21シリーズ      | 岡村正                 | 2014年2月           | 10/16-11/6      |                    |
| 第22シリーズ（1） | 特別篇・鬼塚喜八郎     | 1990年7月           | 11/13・11/20    |                    |
| 第22シリーズ（2） | 特別篇・小倉昌男       | 2002年1月           | 11/27・12/4     |                    |
| 第23シリーズ      | 特別篇                 | -                   | 12/11・12/18    |                    |
| 第24シリーズ      | 村山富市               | 1996年6月           | 12/25-2015/1/15 |                    |
| 第25シリーズ      | 猪谷千春               | 1995年3月           | 2015/1/22-2/12  |                    |
| 第26シリーズ      | 萩本欽一               | 2014年12月          | 2/19-3/12       |                    |
| 第27シリーズ      | 米沢富美子             | 2012年6月           | 3/19・3/26      |                    |
| 特別番組          | 特別篇                 | -                   | 3/23            |                    |
| 第28シリーズ      | 大賀典雄               | 2003年1月           | 4/5・4/12       |                    |
| 第29シリーズ      | 土門拳                 | 1977年12月          | 4/19・4/26      |                    |
| 第30シリーズ      | 福田赳夫               | 1993年1月           | 5/3・5/10       |                    |
| 第31シリーズ      | 佐久間良子             | 2012年2月           | 5/17・5/24      |                    |
| 第32シリーズ      | 安藤百福               | 2001年2月           | 5/31・6/7       |                    |
| 第33シリーズ      | 丹下健三               | 1983年9月           | 6/14・6/21      |                    |
| 第34シリーズ      | 小松左京               | 2006年7月           | 6/28・7/5       |                    |
| 第35シリーズ      | 仲代達矢               | 2005年11月          | 7/12・7/19      |                    |
| 第36シリーズ      | 佐治敬三               | 1993年4月           | 7/26・8/2       | 2019/5/19・5/26    |
| 第37シリーズ      | 稲尾和久               | 2001年7月           | 8/9・8/16       |                    |
| 第38シリーズ      | 土井たか子             | 1992年9月           | 8/23・8/30      |                    |
| 第39シリーズ      | 古賀政男               | 1972年12月          | 9/6・9/14       |                    |
| 第40シリーズ（1） | 石橋正二郎             | 1957年2月           | 9/20            | 2020/1/12          |
| 第40シリーズ（2） | 安井正義               | 1979年2月           | 9/27            |                    |
| 第40シリーズ（3） | 島野喜三               | 2005年7月           | 10/4            |                    |
| 第41シリーズ      | 山口淑子               | 2004年8月           | 10/11・10/18    |                    |
| 第42シリーズ      | 坂根正弘               | 2014年11月          | 10/25・11/1     | 2019/4/21・4/28    |
| 第43シリーズ      | 野村克也               | 2005年6月           | 11/8・11/15     |                    |
| 第44シリーズ      | 樫尾忠雄               | 1991年8月           | 11/22・11/29    | 2019/6/16・6/23    |
| 第45シリーズ（1） | 遠藤周作               | 1989年6月           | 12/6            |                    |
| 第45シリーズ（2） | 渡辺淳一               | 2013年1月           | 12/13           |                    |
| 第45シリーズ（3） | 北杜夫                 | 2006年1月           | 12/20           |                    |
| 第46シリーズ      | 藤山一郎               | 1979年12月          | 12/27           |                    |
| 第47シリーズ      | 勅使河原蒼風           | 1965年6月           | 2016/1/10・1/17 |                    |
| 第48シリーズ      | 大倉敬一               | 2010年10月          | 1/24・1/31      | 2019/6/30・7/7     |
| 第49シリーズ      | 村上信夫               | 2001年08月          | 2/7・2/14       |                    |
| 第50シリーズ      | 君原健二               | 2012年08月          | 2/21・2/28      | 2019/8/18・8/25    |
| 第51シリーズ      | 三代目 桂米朝          | 2001年11月          | 3/6・3/13       |                    |
| 第52シリーズ      | 出光佐三               | 1956年7月           | 3/20・3/27      |                    |
| 第53シリーズ      | 樋口武男               | 2012年3月           | 4/3・4/10       |                    |
| 第54シリーズ      | 三浦雄一郎             | 2006年9月           | 4/17・4/24      |                    |
| 第55シリーズ      | 小椋佳                 | 2016年1月           | 5/1-5/15        |                    |
| 第56シリーズ      | 益川敏英               | 2009年11月          | 5/22・5/29      | 2019/9/1・9/8      |
| 第57シリーズ      | 横尾忠則               | 1995年5月           | 6/5・6/12       |                    |
| 第58シリーズ      | 吉田義男               | 2008年6月           | 6/19・6/26      |                    |
| 第59シリーズ      | 石井好子               | 1991年6月           | 7/3・7/10       |                    |
| 第60シリーズ      | 井上礼之               | 2007年2月           | 7/17・7/24      | 2019/5/5・5/12     |
| 第61シリーズ      | 秋山庄太郎             | 1993年6月           | 7/31・8/7       |                    |
| 第62シリーズ      | 松本紘                 | 2015年6月           | 8/14・8/21      |                    |
| 第63シリーズ      | 山下洋輔               | 2011年6月           | 8/28・9/4       |                    |
| 第64シリーズ      | 千玄室                 | 1986年11月          | 9/11・9/18      | 2019/9/15・9/22    |
| 第65シリーズ      | 釜本邦茂               | 2016年2月           | 9/25・10/2      |                    |
| 特別番組          | 特別篇                 | -                   | 10/9            | 2019/9/30          |
| 第66シリーズ      | 大山健太郎             | 2016年3月           | 10/16・10/23    | 2019/4/7・14       |
| 第67シリーズ      | 西岡常一               | 1989年11月          | 10/30・11/6     |                    |
| 第68シリーズ      | 有馬稲子               | 2010年4月           | 11/13・11/20    |                    |
| 第69シリーズ      | 大竹英雄               | 2013年7月           | 11/27・12/4     |                    |
| 第70シリーズ      | 遠藤実                 | 2006年6月           | 12/11・12/18    |                    |
| 第71シリーズ      | 瀬戸内寂聴             | 1992年5月           | 12/25・2017/1/8 |                    |
| 第72シリーズ      | 小原豊雲               | 1979年8月           | 1/15・1/22      |                    |
| 第73シリーズ      | 朝比奈隆               | 1973年7月           | 2017/1/29・2/5  |                    |
| 第74シリーズ      | 安部修仁               | 2016年9月           | 2/12・2/19      | 2019/6/2・6/9      |
| 第75シリーズ      | 大村智                 | 2016年8月           | 2/26・3/5       | 2019/8/4・8/11     |
| 第76シリーズ      | 似鳥昭雄               | 2015年4月           | 3/12-3/26       | 2019/7/14-28       |
| 第77シリーズ (1)  | 江頭匡一               | 1999年5月           | 4/22            |                    |
| 第77シリーズ (2)  | 五島慶太               | 1956年4月           | 5/20            |                    |
| 第77シリーズ (3)  | 田辺茂一               | 1976年8月           | 6/24            |                    |
| 第77シリーズ (4)  | 松下幸之助             | 1956年8月 1976年1月 | 7/22            |                    |
| 第77シリーズ (5)  | 盛田昭夫 / 井深大      | 1962年12月          | 9/30            |                    |
| 第77シリーズ (6)  | 竹鶴政孝               | 1968年4月           | 10/21           |                    |
| 第77シリーズ (7)  | 中内功                 | 2000年1月           | 11/18           |                    |
| 第77シリーズ (8)  | 大倉喜七郎/ 野田岩次郎 | 1981年6月           | 12/16           |                    |
| 第77シリーズ (9)  | 小倉昌男               | 2002年1月           | 2018/2/17       |                    |
| 第77シリーズ (10) | 森泰吉郎               | 1991年11月          | 3/10            |                    |
| 特別番組          | 湯川れい子             | 2017年9月           | 6/29            |                    |
| 特別番組          | 服部克久               | 2016年11月          | 9/28            |                    |
| 特別番組          | 蜷川幸雄               | 2012年4月           | 12/21           |                    |
| 特別番組          | 髙田明                 | 2018年4月           | 2019/3/22       |                    |
| 特別番組          | 松井忠三               | 2018年2月           | 6/28            |                    |
| 特別番組          | 安斎隆                 | 2018年6月           | 9/20            |                    |
| 特別番組          | 横川竟                 | 2018年9月           | 12/27           |                    |
| 特別番組          | 鈴木幸一               | 2019年10月          | 2020/3/23       |                    |
| 特別番組          | 杉本博司               | 2020年7月           | 10/9            |                    |

#### スタッフ
- 原作・企画協力：日本経済新聞社
- CG：大前サトル
- オープニングCG：井上昭浩
- テーマソング音楽作曲：田辺玄

### ラジオ
ラジオではラジオ日経の番組『モーニング・ハーモニー〜宅配・朝の情報便〜』でも取り上げられた。

## 株価・ROEとの関係
「『私の履歴書』に登場した企業は、株価が短期的に上昇する」という傾向があるといわれる。これについては「連載期間中は、当該企業について日経新聞にネガティブな記事が載りにくくなる、載せにくくなる」「『当分の間悪材料は出ない』という日経新聞のお墨付き」という説が唱えられている。
一方で2010年代に入り、「『私の履歴書』で経営者が取り上げられた企業は、その後自己資本利益率（ROE）が低下する傾向がある」という説も投資家の間で話題となっている。元々は岡三証券のアナリストが「『私の履歴書』の呪い」として発表したもので、経済評論家の山崎元はこの原因について「元々『私の履歴書』に取り上げられる経営者は、その企業の業績が好調なときに登場することが多いため、平均回帰した結果ROEが低下する」「『儲かったから強気の投資をする』という日本企業の投資行動の影響」という2つの理由を挙げている。